# Basilio II
Basilio II Porfirogéneta (en griego: Βασίλειος Πορφυρογέννητος, romanizado: Basileios Porphyrogennetos; 958-15 de diciembre de 1025), apodado el Matador de Búlgaros (en griego: ὁ Βουλγαροκτόνος, romanizado: ho Boulgaroktónos), fue el emperador de los romanos principal desde 976 hasta 1025. Junto a su hermano Constantino VIII fueron coronados antes de que su padre, Romano II, muriera en 963, pero eran demasiado jóvenes para regir. Por lo tanto, el trono pasó a dos generales, Nicéforo Focas y Juan I Tzimisces, antes de que se convirtiera en el emperador principal, aunque su influyente tío abuelo Basilio Lecapeno permaneció como regente de facto hasta 985. Su reinado de 49 años y 11 meses fue el más largo de entre todos los emperadores romanos desde Augusto.
Los primeros años de su gestión estuvieron dominados por guerras civiles contra dos poderosos generales de la aristocracia en la Anatolia bizantina: primero Bardas Esclero y luego Bardas Focas, que terminaron poco después de la muerte del último y la sumisión del primero en 989. Basilio entonces supervisó la estabilización y expansión de la frontera oriental del Imperio bizantino y la completa subyugación del Primer Imperio búlgaro, su principal enemigo europeo, después de una larga lucha. Aunque los bizantinos habían conseguido una tregua con el Califato fatimí entre los años 987 y 988, capitaneó una campaña contra el Califato que terminó con otra tregua en 1000. También llevó a cabo una campaña contra el Kanato jázaro, con lo que conquistó una parte de Crimea, y una serie de campañas exitosas contra el Reino de Georgia.
A pesar de las guerras casi constantes, Basilio se distinguió como administrador, que redujo el poder de las grandes familias terratenientes que dominaban la administración y el ejército imperial, llenando su tesoro y llevándolo a su mayor extensión en cuatro siglos. Aunque sus sucesores eran gobernantes en gran medida incapaces, el Imperio floreció durante décadas después de su muerte. Una de las decisiones más importantes tomadas durante su reinado fue ofrecer la mano de su hermana Ana Porfirogéneta a Vladimiro I de Kiev a cambio de apoyo militar, formando así la unidad militar conocida como la guardia varega. El matrimonio de su hermana condujo a la cristianización de la Rus de Kiev y la incorporación de sus estados sucesores dentro de la tradición cultural y religiosa bizantina. Basilio II es visto como un héroe nacional en Grecia, pero es una figura despreciada en Bulgaria.

## Su apariencia física y personalidad
El cortesano e historiador Miguel Pselo, que nació hacia el final del reinado de Basilio II, ofrece una descripción en su Cronografía. Pselo lo delinea como un hombre fornido de estatura más baja que el promedio que, sin embargo, era una figura impresionante a caballo. Tenía ojos azul claro, cejas muy arqueadas, patillas exuberantes —que tenía la costumbre de enrollar entre los dedos cuando estaba absorto en sus pensamientos o enojado— y en su vida posterior una barba escasa. También afirma que no era un orador articulado y tenía una risa fuerte que convulsionaba todo su cuerpo. Se describe además que tenía gustos ascéticos y se preocupaba poco por la pompa y la ceremonia de la corte imperial, por lo general vestía una túnica sombría de color púrpura oscuro adornada con algunas de las gemas que generalmente decoraban los trajes imperiales. También se le representa como un administrador capaz que dejó una tesorería bien surtida a su muerte. Supuestamente despreciaba la cultura literaria y fingía desprecio por las clases eruditas de Bizancio.
Según el historiador del siglo xix George Finlay, Basilio II se veía a sí mismo como «prudente, justo y devoto; otros lo consideraban severo, rapaz, cruel e intolerante. Le importaba poco el saber griego y era un tipo de las más alta ética bizantina, que conservó mucho más su origen romano que griego». El historiador moderno John Julius Norwich escribió: «Ningún hombre más solitario ocupó jamás el trono bizantino. Y no es de extrañar: Basilio era feo, sucio, tosco, grosero, filisteo y casi patológicamente malo. En resumen, era profundamente antibizantino. Sólo le importaba la grandeza de su Imperio. No es de extrañar que en sus manos alcanzara su apogeo».

## Primeros años y gobierno (960-976)

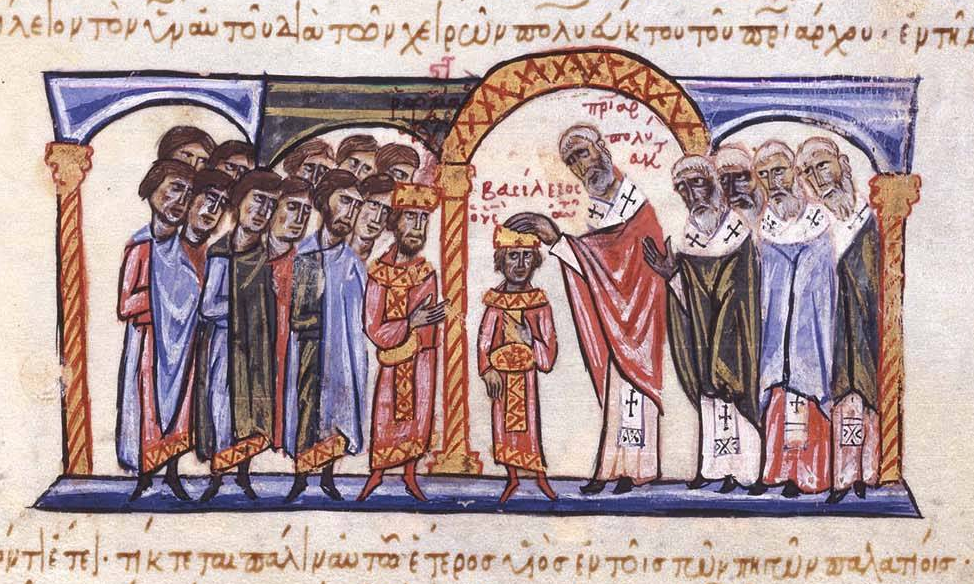
Coronación de Basilio como coemperador, miniatura del Skylitzes Matritensis.

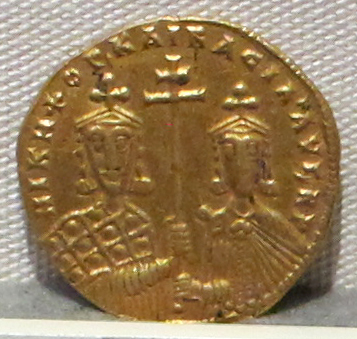
Moneda de Nicéforo II (izquierda) y Basilio II (derecha).

Basilio II nació en 958. Fue un porfirogéneta («nacido en la púrpura»), al igual que su padre Romano II y su abuelo Constantino VII; esta era la denominación utilizada para los niños que nacían de un emperador reinante. Era el primogénito de su padre y su segunda esposa, la griega laconia, Teófano, que era hija de un pobre tabernero llamado Crátero y puede haber sido originario de la ciudad de Esparta. Es posible que haya tenido una hermana mayor llamada Helena (nacida c. 955). Romano II sucedió a su padre como emperador único tras la muerte de este último en 959. El padre de Basilio II lo coronó como coemperador el 22 de abril de 960, y a su hermano menor Constantino VIII (nacido en 960 o 961, que finalmente gobernaría como emperador único en 1025-1028) en 962 o 963. El emperador murió solo dos días después del nacimiento de su hija menor, Ana, el 15 de marzo de 963 a los 24 años de edad. En ese momento, se pensaba comúnmente que su inesperada muerte fue el resultado de un envenenamiento con cicuta; los cronistas León el Diácono y Juan Escilitzes insinuaron que Teófano era la responsable, y según Escilitzes, había sido cómplice con su esposo en un intento anterior de envenenar a Constantino VII.
Cuando Romano II murió en 963, sus dos hijos eran demasiado jóvenes para gobernar por derecho propio. Por lo tanto, aunque el Senado bizantino los confirmó como emperadores con su madre como regente nominal; el poder de facto pasó por el momento a manos del paracemomeno José Bringas. La emperatriz no confiaba en Bringas, sin embargo, y también otro de sus adversarios era Basilio Lecapeno, —un hijo ilegítimo y eunuco del emperador Romano I— bisabuelo de Basilio II. El propio Lecapeno había sido paracemomeno de Constantino VII y gran bájulo de Romano II. El afamado general Nicéforo Focas, que acababa de regresar de su conquista del Emirato de Creta y de una incursión muy exitosa en Cilicia y Siria, que culminó con el saqueo de Alepo, era igualmente hostil a Bringas. Focas fue proclamado emperador por sus hombres en julio y marchó sobre Constantinopla. Bringas intentó traer tropas para detener el avance de su rival, pero la población de la capital apoyó al general, con lo que tuvo que escapar, dejando su puesto a Lecapeno, y el 16 de agosto de 963 Focas se ciñó la corona.
El 20 de septiembre, Focas se casó con Teófano, pero surgieron problemas; era el segundo matrimonio de cada contrayente y se pensaba que el primero era padrino de Basilio II o de su hermano, quizás de ambos. Aunque Polieucto, el patriarca de Constantinopla, desaprobó el matrimonio, la Iglesia ortodoxa lo declaró válido. Con este apoyo, Focas aseguró su legitimidad y se convirtió en guardián de sus hijastros. No obstante, Teófono lo asesinó en diciembre de 969 y Juan Tzimisces, sobrino del fallecido emperador y quien luego lo sucedería, exilió a la homicida. Juan se casó con Teodora, una hermana de Romano II. El nuevo soberano gobernaría hasta su muerte el 10 de enero de 976, fecha en que Basilio II accedió al trono. Inmediatamente después, hizo que su madre volviera del convento donde estaba exiliada.

## Emperador único (976-1025)

### Rebeliones en Anatolia y alianza con la Rus de Kiev

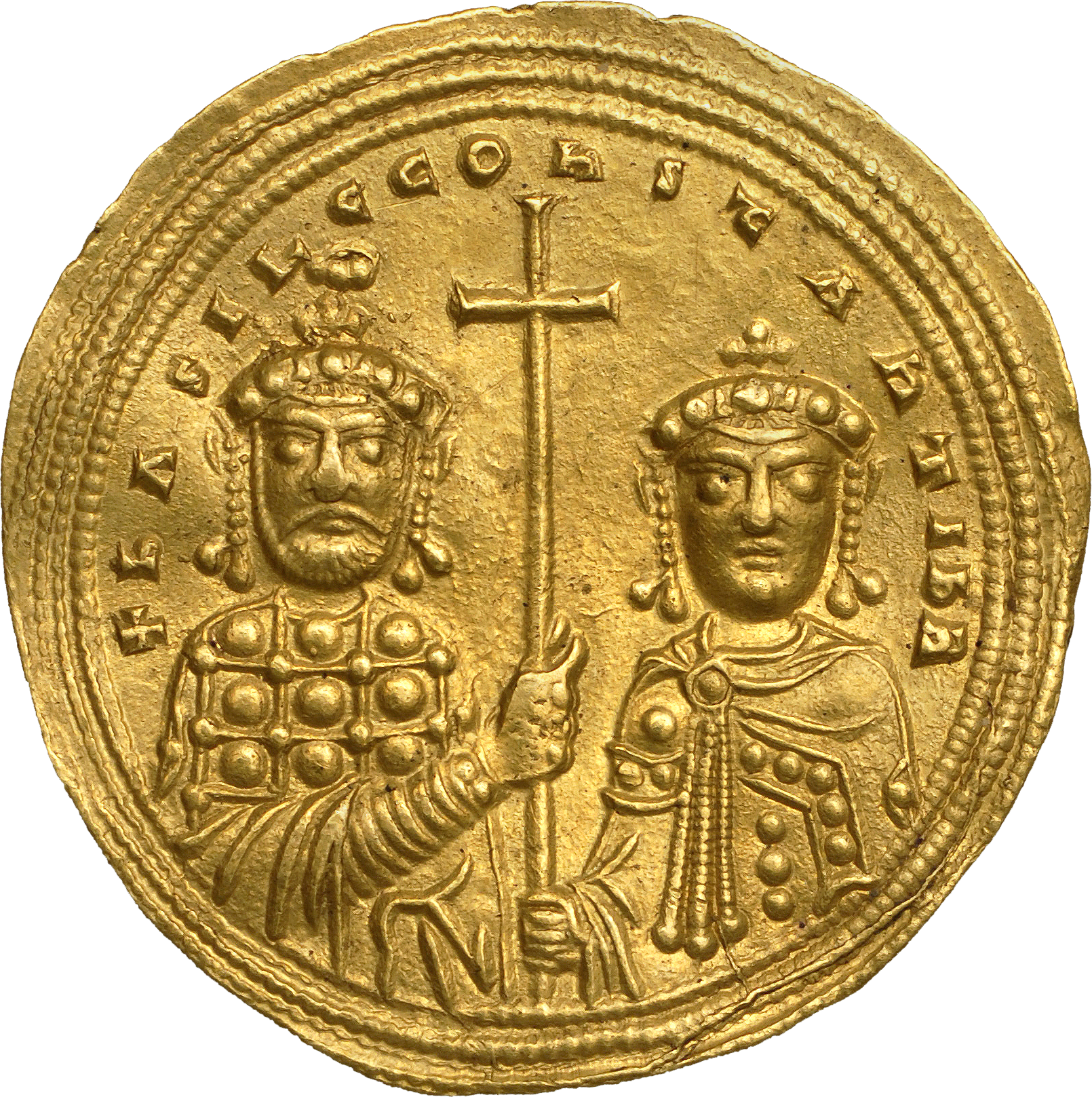
Histamenon de Basilio II (izquierda) y Constantino VIII (derecha).

Basilio II era un soldado a caballo muy exitoso y a través de sus logros demostró ser un general capaz y un gobernante fuerte. En los primeros años de su reinado, la administración permaneció en manos de Lecapeno. Como presidente del Senado bizantino, era un político astuto y talentoso que esperaba manipular a los jóvenes emperadores. El joven Basilio II esperó y observó sin interferir, dedicándose a aprender los detalles de los asuntos administrativos y la ciencia militar. Sus predecesores eran comandantes militares brillantes, pero resultaron ser malos administradores. Hacia el final de su reinado, Tzimisces había planeado tardíamente frenar el poder de los grandes terratenientes; su muerte, que ocurrió poco después de que hablara en contra de estos, generó rumores de que había sido envenenado por Lecapeno, que adquirió ilegalmente vastas propiedades y temía una investigación y un castigo. Al comienzo de su reinado, los fracasos de sus predecesores inmediatos lo dejaron con un serio problema: Bardas Esclero y Bardas Focas, miembros de la pudiente élite militar de la Anatolia bizantina, tenían medios suficientes para emprender una rebelión abierta contra su autoridad.
Esclero y Focas, ambos generales experimentados, querían asumir la posición imperial que habían ocupado Focas y Tzimisces, y así devolver a Basilio II al papel de cifra impotente. El joven emperador, mostrando una inclinación por la crueldad, salió al campo mismo y reprimió las rebeliones tanto de Esclero (979) como de Focas (989) con la ayuda de doce mil georgianos de Tornicio y David III Curopalata de Tao. La caída de Lecapeno ocurrió entre las rebeliones en 985; fue acusado de conspirar con los rebeldes y se le castigó con el destierro y la confiscación de sus bienes.

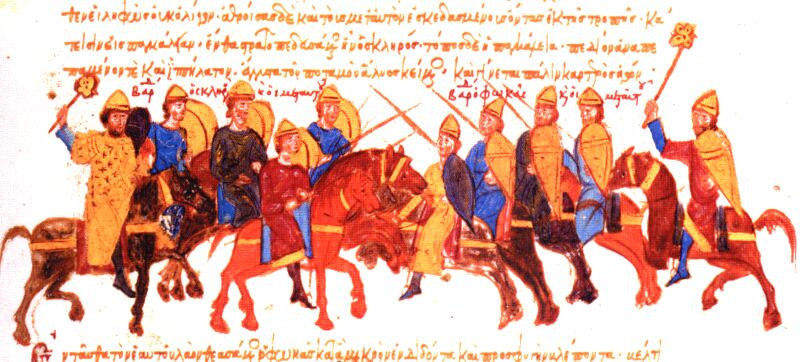
Choque de los ejércitos de Esclero y Focas en Pankalia, miniatura del Skylitzes Matritensis.

La relación entre los dos generales era complicada; Focas jugó un papel decisivo en la derrota de la rebelión de Esclero, pero cuando el primero se rebeló más tarde, el segundo regresó del exilio para apoyarlo. Cuando Focas murió en la batalla, Esclero, a quien Focas había encarcelado, asumió el liderazgo de la rebelión. El hermano de Basilio II, Constantino, que no tenía ningún interés en la política, el arte de gobernar o el ejército —dirigió tropas junto a su hermano; este sería el único mando militar que tendría—. La campaña terminó sin combate cuando el general se vio obligado a rendirse a en 989. Se le permitió vivir, pero murió ciego, ya sea por enfermedad o por haber sido mutilado como castigo por su insurrección.
Estas rebeliones tuvieron un efecto profundo en la perspectiva y los métodos de gobierno de Basilio II. Psellos describe que el vencido general le dio al emperador el siguiente consejo, que este se tomó en serio: «Reduzca a los gobernadores que se vuelven demasiado orgullosos. Que ningún general en campaña tenga demasiados recursos. Agótelos con impuestos injustos, para mantenerlos ocupados en sus propios asuntos. No admitir a ninguna mujer en los consejos imperiales. No se accesible a nadie. Comparte con pocos tus planes más íntimos». Para Anthony Kaldellis, su revuelta pretendía sobre todo poner a prueba la solidez del régimen, sin derrocar a la dinastía macedónica.
Para derrotar estas peligrosas revueltas, Basilio II formó una alianza con el príncipe Vladimiro I de Kiev, quien en 988 había capturado el Tema de Quersoneso, la base principal del Imperio en la península de Crimea. Vladimiro se ofreció a evacuar la provincia y suministrar seis mil de sus soldados como refuerzos a los bizantinos. A cambio, exigió casarse con la hermana menor del emperador, Ana, pero este dudó al principio. Los bizantinos veían a todos los pueblos del norte de Europa —a saber, francos y eslavos— como bárbaros. Ana se opuso a casarse con un gobernante bárbaro porque tal matrimonio no tenía precedentes en los anales imperiales.
Vladimiro había investigado varias religiones y envió delegados a varios países. El matrimonio no fue su razón principal para elegir el cristianismo. Cuando prometió bautizarse y convertir a su pueblo al cristianismo, Basilio II finalmente accedió. La pareja se casó en Crimea en 989. Los guerreros de la Rus llevados al ejército bizantino jugaron un papel decisivo en el fin de la rebelión; más tarde se organizaron en la guardia varega. Este matrimonio tuvo importantes implicaciones a largo plazo, marcando el comienzo del proceso por el cual el Gran Ducado de Moscú, muchos siglos después, se proclamaría la «Tercera Roma» y reivindicaría la herencia política y cultural de Bizancio.

### Campañas contra el Califato fatimí
Una vez que se sofocó el conflicto interno, Basilio II dirigió su atención a los otros enemigos del Imperio. Las guerras civiles bizantinas habían debilitado su posición en el este, y las conquistas de sus predecesores casi se habían perdido ante el Califato fatimí. En 987-988, se firmó una tregua de siete años con los fatimíes; estipulaba un canje de prisioneros, el reconocimiento del emperador bizantino como protector de los cristianos en los territorios sarracenos y del califa como protector de los musulmanes en los dominios bizantinos, y la sustitución del nombre del califa abasí por el del fatimí en la oración del viernes en la mezquita de Constantinopla. Esto perduró hasta que el visir Ya'qub ibn Killis murió en 991. El califa Al-Aziz optó por adoptar una postura más agresiva en Siria y nombró a Manjutakin como gobernador de Damasco.

### Los ataques de Manjutakin y la primera expedición de Basilio a Siria
Animado por los desertores tras la muerte del emir Sa'd al-Dawla, Al-Aziz decidió renovar sus ataques contra el Emirato hamdánida de Alepo, un protectorado bizantino; quizás esperaba que el emperador no interfiriera. Manjutakin invadió el emirato, derrotó a una fuerza bizantina bajo el mando del dux de Antioquía Miguel Burtzes en junio de 992 y sitió Alepo, pero la ciudad resistió fácilmente. A principios de 993, después de trece meses de campaña, la falta de suministros obligó a Manjutakin a regresar a Damasco.
En 994, reanudó su ofensiva y en septiembre obtuvo una gran victoria en la batalla del Orontes contra Burtzes. La derrota del dux obligó a Basilio a intervenir personalmente en Oriente; con su ejército, cabalgó a través de Asia Menor hasta Alepo en dieciséis días, y llegó en abril de 995. Su repentina llegada y la exageración de los números de su ejército que circulaba en el campamento fatimí causaron pánico, especialmente porque Manjutakin, que no esperaba ninguna amenaza; había ordenado que los caballos de su ejército se dispersaran por la ciudad para pastar. A pesar de tener un ejército considerablemente más grande y bien descansado, Manjutakin estaba en desventaja, así que quemó su campamento y se retiró a Damasco sin combatir. Los bizantinos sitiaron Trípoli sin éxito y ocuparon Tartús, que reforzaron y guarnecieron con tropas armenias. Al-Aziz ahora se preparaba para salir al campo en persona contra los bizantinos e inició preparativos a gran escala, pero se suspendieron luego de su muerte.

#### Segunda expedición a Siria y paz
La guerra entre las dos potencias continuó mientras los bizantinos apoyaban un levantamiento antifatimí en Tiro. En 998, Damián Dalaseno, el sucesor de Burtzes, lanzó un ataque contra Apamea, pero el general fatimí Jaysh ibn al-Samsama lo venció en batalla el 19 de julio de 998. Esta derrota hizo que el emperador volviera al conflicto; llegó a Siria en octubre de 999 y permaneció ahí durante tres meses. Las tropas bizantinas atacaron Heliópolis, colocaron una guarnición en Larissa, y quemaron tres fuertes menores en las cercanías de Abu Qubais, Masyaf y Arqa. El sitio de Trípoli en diciembre fracasó mientras que Emesa no estuvo amenazada. La atención de Basilio II se desvió hacia los acontecimientos que se gestionaban en Georgia tras el asesinato de David III Curopalata; partió para Cilicia en enero y envió otra embajada a El Cairo.
En 1000, se concluyó una tregua de diez años entre los dos estados. Durante el resto del reinado de Al-Hákim bi-Amrillah, las relaciones permanecieron pacíficas, ya que el califa estaba más interesado en los asuntos internos. Ni siquiera el reconocimiento de la soberanía fatimí por parte de Abu Muhammad Lu'lu' al-Kabir de Alepo en 1004 y la instalación patrocinada por los fatimíes de Aziz al-Dawla como emir de la ciudad en 1017 condujeron a la reanudación de las hostilidades, especialmente porque al- Kabir continuó rindiendo tributo a los bizantinos y al-Dawla rápidamente comenzó a actuar como gobernante independiente. La persecución a los cristianos por parte de Al-Hákim en sus dominios y especialmente la destrucción de la iglesia del Santo Sepulcro en 1009 por orden suya tensaron las relaciones y, junto con la interferencia en Alepo, proporcionó el foco principal de las relaciones diplomáticas bizantino-fatimíes hasta finales de la década de 1030.

### Conquista de Bulgaria

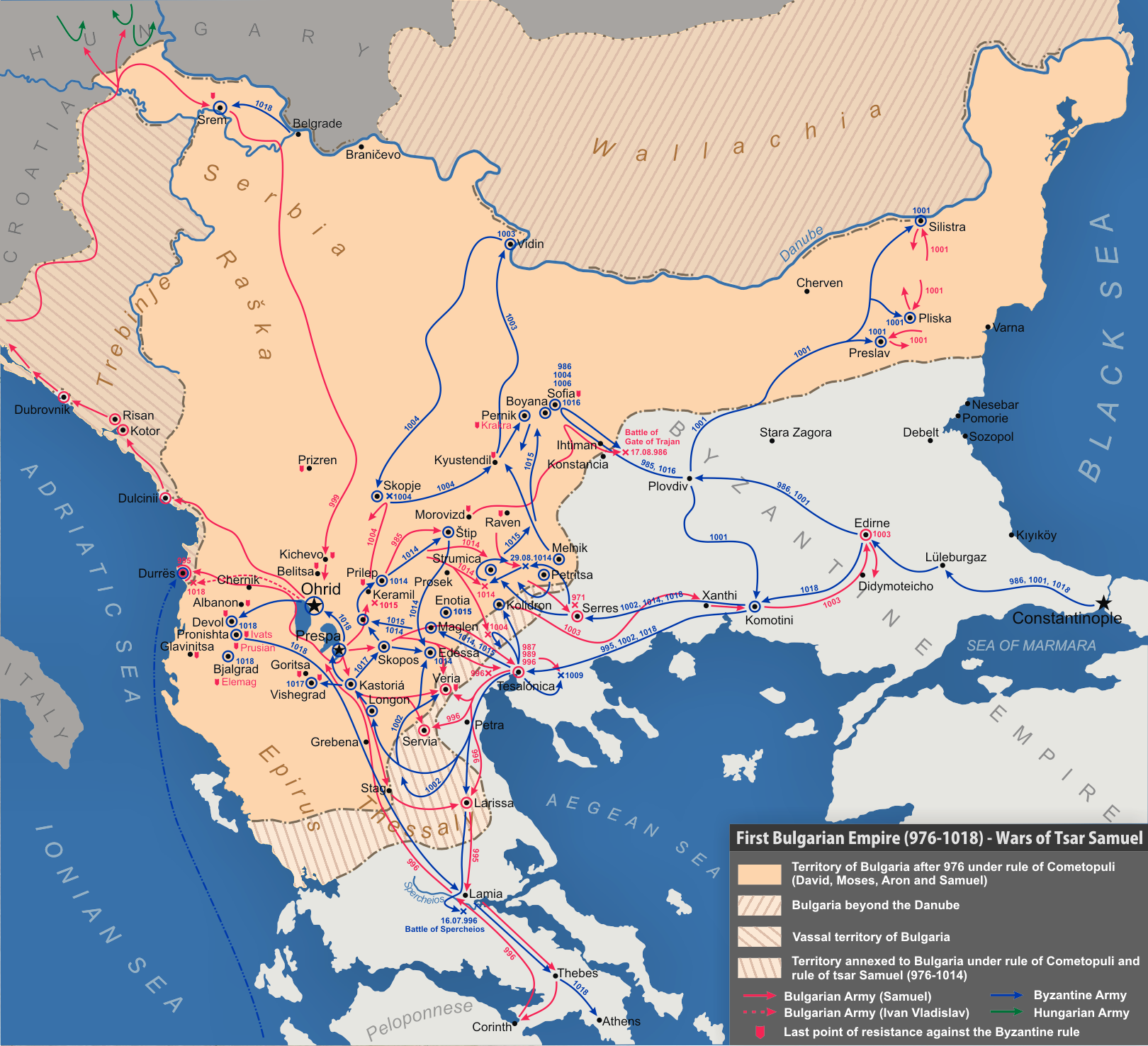
Campañas militares durante las guerras búlgaro-bizantinas.

Basilio II buscó restaurar los antiguos territorios del Imperio bizantino. A principios del segundo milenio, luchó contra Samuel de Bulgaria, su mayor adversario. Bulgaria había sido parcialmente subyugada por Tzimisces después de la invasión de Sviatoslav I de Kiev, pero partes del país permanecieron fuera del control bizantino bajo el reinado de Samuel y sus hermanos.
Debido a que los búlgaros habían estado atacando las tierras bizantinas desde 976, el gobierno buscó causar disensión entre ellos al permitir la fuga de su cautivo zar Boris II de Bulgaria. Esta estratagema fracasó, por lo que Basilio II aprovechó la pausa de su conflicto con la nobleza para dirigir un ejército de treinta mil efectivos a Bulgaria y sitiar Sredets (Sofía) en 986. Al tener pérdidas y preocupado por la lealtad de algunos de sus gobernadores, levantó el sitio y regresó a Tracia, pero cayó en una emboscada y sufrió una severa derrota en la batalla de la Puerta de Trajano. Escapó con la ayuda de la infantería de elite armenia e intentó recuperar sus pérdidas poniendo al hermano de Samuel, Aarón, en su contra. Aarón se sintió tentado por la oferta de desposarse con la princesa Ana, pero las negociaciones fracasaron cuando descubrió que la novia que le habían enviado era una impostora. Para el 987, Samuel había eliminado a su hermano; otro hermano, llamado David, fue asesinado en 976 por los valacos, los guardias de las caravanas, entre Prespa y Kastoriá. Aunque el zar titular Román de Bulgaria fue capturado en 991, Basilio II perdió Mesia ante los búlgaros.

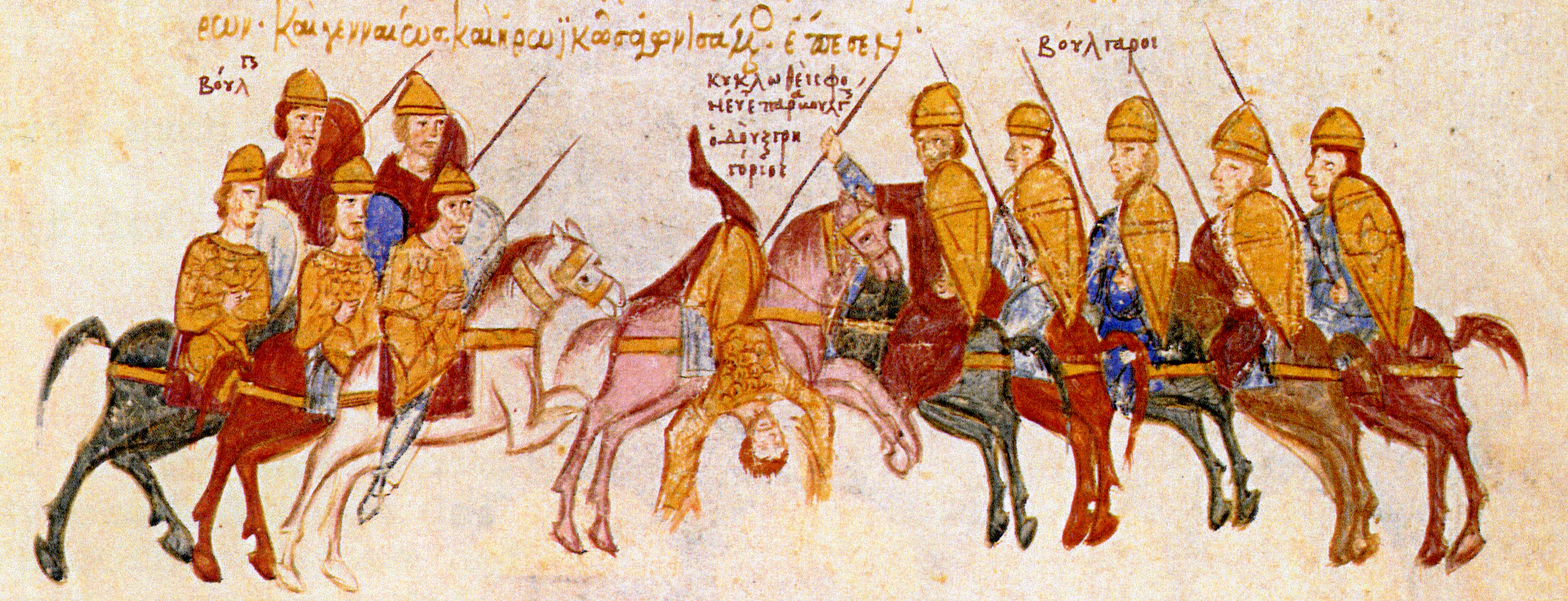
El príncipe armenio Gregorio Taronita es emboscado por los búlgaros cerca de Tesalónica, miniatura del Skylitzes Matritensis.

Mientras el emperador estaba distraído con rebeliones internas y recuperando la situación militar en su frontera oriental, Samuel había extendido su dominio desde el mar Adriático hasta el mar Negro, con lo que recuperó la mayor parte del territorio que estaba controlado por Bulgaria antes de la invasión de Sviatoslav. También realizó incursiones dañinas en territorio bizantino hasta el centro de Grecia. En 996, el general Nicéforo Urano derrotó una incursión del ejército búlgaro en la batalla del Esperqueo en Tesalia. Samuel y su hijo Gabriel escaparon por poco de ser capturados.
A partir del año 1000, Basilio II tuvo la libertad de concentrarse en una guerra de conquista contra Bulgaria, en la que luchó con perseverancia y perspicacia estratégica. Ese mismo año, los generales Nicéforo Xifias y Teodorocano tomaron la antigua capital búlgara, Gran Preslav, y las ciudades de la Baja Preslav y Pliska. En 1001, recuperó el control de Vodena, Berea y Servia, mientras operaba desde Tesalónica. Al año siguiente, movilizó su ejército a Filipópolis y ocupó la longitud del camino militar desde los montes Hemo occidentales hasta el Danubio, cortando las comunicaciones entre los dominios macedonio centrales de Samuel y Parístrio (las tierras al sur del bajo Danubio). Posterior a este éxito, puso sitio a Vidin, que cayó luego de una prolongada resistencia. El zar reaccionó a la campaña bizantina lanzando una incursión a gran escala en el corazón de la Tracia bizantina y tomó por sorpresa su ciudad principal, Adrianópolis.
Después de regresar a casa con su extenso botín, Samuel fue interceptado cerca de Skopie por una hueste comandada por Basilio II, cuyas fuerzas asaltaron el campamento búlgaro, los derrotaron y recuperaron el botín de Adrianópolis. Skopie se rindió poco después de la batalla, y el emperador trató a su gobernador, Romano, con abierta amabilidad. En 1005, el gobernador de Dirraquio, Ashot Taronita, entregó su ciudad a los bizantinos. La deserción de Dirraquio completó el aislamiento de los territorios centrales de Samuel en las tierras altas de Macedonia occidental. El zar se vio obligado a adoptar una postura casi totalmente defensiva; fortificó extensamente los pasos y rutas desde las costas y valles que estaban en poder enemigo hasta el territorio que quedaba en su poder. Durante los siguientes años, la ofensiva bizantina se ralentizó y no se lograron avances significativos, aunque un intento de contraataque de los búlgaros en 1009 fracasó en la batalla de Kreta, al este de Tesalónica.

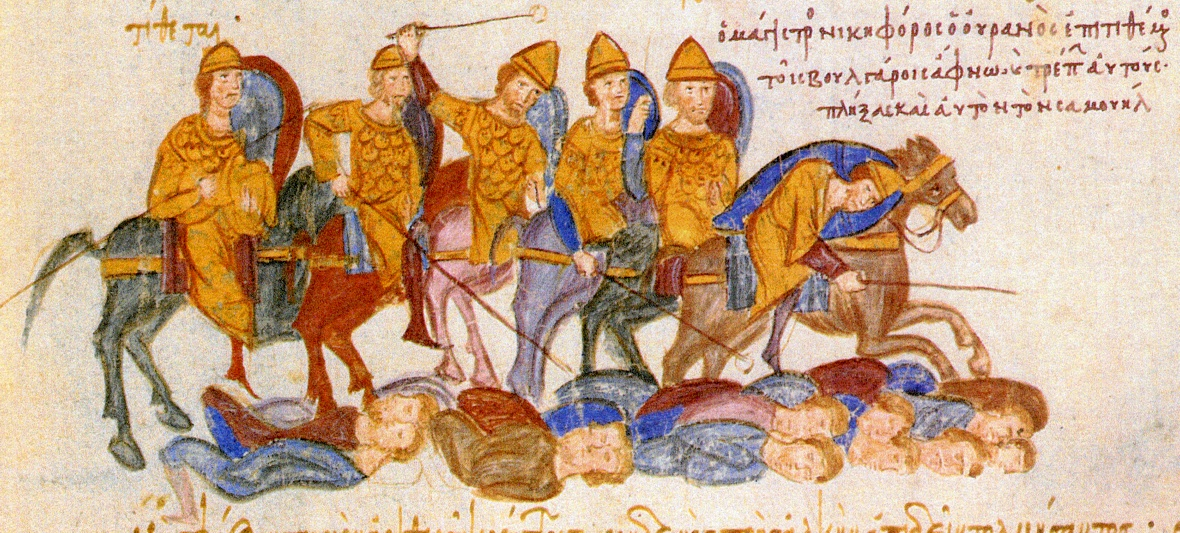
Victoria bizantina sobre los búlgaros en la batalla de Clidio, miniatura del Skylitzes Matritensis.

En 1014, Basilio II estaba listo para lanzar una campaña destinada a destruir la resistencia búlgara. El 29 de julio de 1014, en la batalla de Clidio, Basilio y su general Nicéforo Xifias superaron en maniobras al ejército búlgaro, que defendía uno de los pasos fortificados. Samuel evitó la captura gracias al valor de su hijo Gabriel. Habiendo aplastado a los búlgaros, el emperador se vengó con crueldad: se dice que capturó a quince mil prisioneros y cegó por completo a noventa y nueve de cada cien hombres, dejando un tuerto en cada cohorte para que llevara al resto de regreso con su gobernante. Una posible razón de esta venganza era que, a los ojos bizantinos, los búlgaros eran rebeldes contra su autoridad, y el cegamiento era el castigo habitual que se imponía a los insumisos. Samuel se desplomó cuando vio a su ejército cegado y murió el 6 de octubre de 1014, después de sufrir un accidente cerebrovascular.
Bulgaria combatió durante cuatro años más; su resistencia se enardeció con la crueldad del emperador, pero se rindió en 1018. Esta sumisión era el resultado de la continua presión militar y una exitosa campaña diplomática destinada a dividir y sobornar a los jefes búlgaros. Esta victoria y la posterior sumisión de los serbios cumplieron uno de los objetivos de Basilio II; el Imperio recuperó su antigua frontera danubiana por primera vez en 400 años.

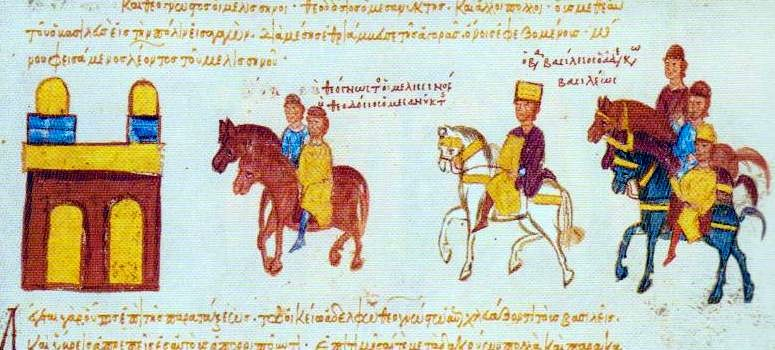
Triunfo de Basilio II a través del Foro de Constantino, miniatura del Skylitzes Matritensis.

Los gobernantes de la vecina Croacia, Krešimir III y Gojslav, que anteriormente eran aliados de Bulgaria, aceptaron la supremacía bizantina para evitar el mismo destino; Basilio II recibió calurosamente sus ofertas de vasallaje y les otorgó el título honorífico de patricio. Croacia siguió siendo un estado tributario del emperador hasta su muerte en 1025. Antes de regresar a Constantinopla, celebró su triunfo en Atenas. Mostró una habilidad política considerable en su trato con los búlgaros vencidos, otorgando a muchos exlíderes títulos cortesanos, puestos en la administración provincial y altos mandos en el ejército. De esta manera, buscó absorber a la élite local en la sociedad bizantina. Debido a que Bulgaria no tenía una economía monetaria en la misma medida que Bizancio, decidió aceptar sus impuestos en especie. Sus sucesores revirtieron esta política exigiendo pagos en metálico, una decisión que condujo a un considerable descontento y a una rebelión posterior en el siglo xi.

### Campaña jázara

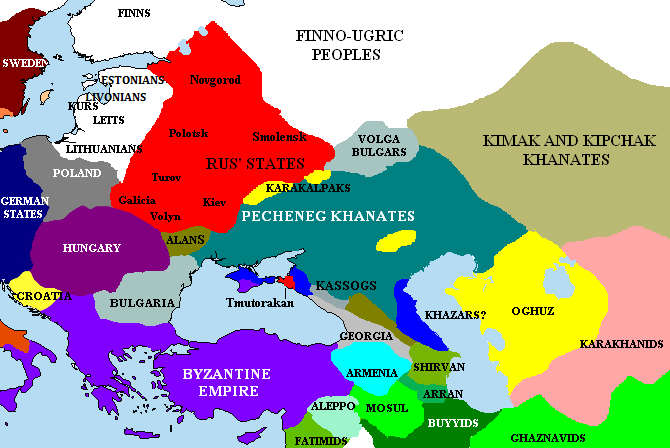
La estepa póntica, c. 1015. Las áreas en azul son aquellas que posiblemente todavía estaban bajo el control de jázaro.

Aunque la Rus de Kiev había roto el poder del Kanato jázaro en la década de 960, los bizantinos no habían podido explotar completamente el vacío de poder y restaurar su dominio sobre Crimea y otras áreas alrededor del mar Negro. En 1016, los ejércitos bizantinos junto con Mstislav de Chernígov atacaron la península, gran parte de la cual había caído bajo el jázaro Jorge Tzul, que tenía su capital en Kerch. Cedreno informa que atraparon a Tzul y destruyeron el Estado jázaro. Posteriormente, los bizantinos ocuparon el sur de Crimea.

### Campañas contra Georgia
La integridad del Imperio bizantino se vio amenazada después de que estallara una rebelión a gran escala dirigida por Bardas Esclero en 976. Después de ganar una serie de batallas, los rebeldes conquistaron Asia Menor. Ante la urgencia de la situación, el príncipe georgiano David III Curopalata ayudó a Basilio II; después de una victoria leal decisiva en la batalla de Pankalia, fue recompensado con el gobierno de por vida de territorios imperiales claves en el este de Asia Menor. Sin embargo, David se adhirió a la revuelta de Bardas Focas de 987, provocó la desconfianza en Constantinopla hacia los gobernantes georgianos. Después del fracaso de la revuelta, se vio obligado a designar al emperador en heredero de sus extensas posesiones. En 1001, luego de la muerte de David, heredó Tao, Basiani y Speri. Estas provincias se organizaron entonces en el Tema de Iberia, con capital en Teodosiópolis. Esto obligó al sucesor del gobernante georgiano, Bagrat III, a reconocer la nueva reorganización. Sin embargo, el hijo de Bagrat, Jorge I, heredó un antiguo reclamo sobre la sucesión de David. Jorge, que era joven y ambicioso, lanzó una campaña para restaurar la sucesión en Georgia y ocupó Tao en 1015-1016. Entró en una alianza con el califa fatimí de Egipto, al-Hákim, lo que obligó a Basilio II a abstenerse de una respuesta aguda a la ofensiva de Jorge. Los bizantinos también se vieron envueltos en una guerra implacable con los búlgaros, lo que limitaba sus acciones al oeste. Después de la conquista de Bulgaria en 1018 y la muerte de al-Hákim en 1021, el emperador condujo su ejército contra Georgia. Se establecieron los preparativos para una gran campaña, que empezó mediante la fortificación de Teodosiópolis.

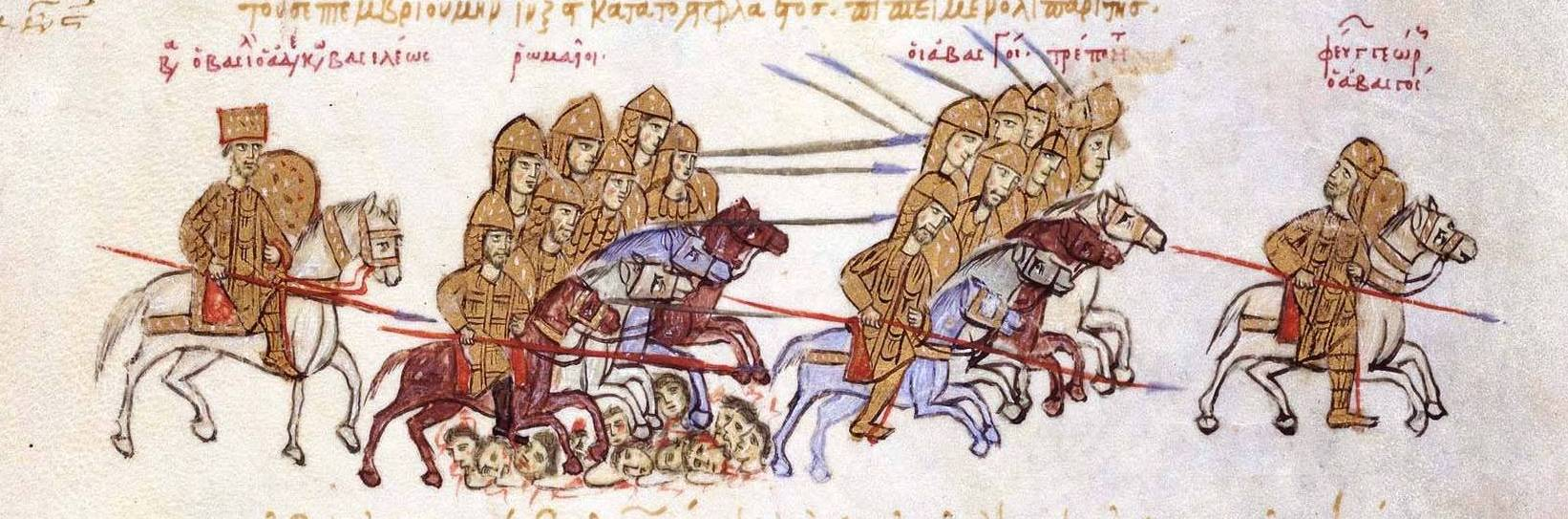
Una miniatura que representa la derrota del rey georgiano Jorge I por Basilio II. Skylitzes Matritensis, fol. 195v.

A fines de 1021, Basilio II, que estaba al frente de un gran ejército y reforzado por la guardia varega, atacó a los georgianos y sus aliados armenios. Recuperó Basiani y continuó más allá de las fronteras de Tao hacia el interior de Georgia. El rey Jorge quemó la ciudad de Oltisi para evitar que cayera en manos del enemigo y se retiró a Kola. El 11 de septiembre se libró una sangrienta batalla cerca del pueblo de Shirimni en el lago Palakazio; el emperador obtuvo una costosa victoria, lo que obligó a Jorge a retirarse hacia el norte de su Reino. Saqueó el país y se retiró para pasar el invierno en Trebisonda.
Varios intentos de negociar el fin del conflicto fracasaron. Jorge recibió refuerzos de los kajetianos y se alió con los comandantes bizantinos Nicéforo Focas Baritraquelo y Nicéforo Xifias en su fallida insurrección en la retaguardia del emperador. En diciembre, el rey armenio Senekerim de Vaspurakan, aliado georgiano, que estaba siendo hostigado por los turcos selyúcidas, entregó su Reino al emperador. A principios de 1022, Basilio II lanzó una ofensiva final, derrotando a los georgianos en la batalla de Esvindax. Amenazado tanto por tierra como por mar, el rey accedió a sellar un tratado que entregaba Tao, Basiani, Kola, Artaan y Javakheti, y dejaba a su pequeño hijo, Bagrat, como rehén de los bizantinos.

### Guerras en Italia

#### Invasión germánica (981-983)
Durante las rebeliones bizantinas, Italia fue abandonada a su suerte; estaba mal defendida y protegida únicamente por las milicias locales. Mientras los sarracenos de Sicilia continuaban sus incursiones en Italia, Otón II, emperador del Sacro Imperio Romano Germánico, a pesar estar casado con la sobrina de Tzimisces, Teófano Esclero, quería continuar el proyecto de su padre e invadir las posesiones bizantinas. El gobierno bizantino intentó sin éxito disuadir al emperador, que inició sus incursiones a partir del verano de 981. Se encontraba en la Italia central cuando uno de sus mejores aliados, Pandulfo Cabeza de hierro, príncipe de Salerno y Benevento, murió en marzo de ese año. A pesar de esta pérdida, Otón II invadió la Apulia bizantina en 982, que recorrió durante cinco meses, tomando la mayor parte de las ciudades. Sin embargo, cuando llegó a Calabria, se encontró con los sarracenos de Sicilia que le infligieron una dura derrota cerca de Stilo (13 de julio de 982). El emperador debió su salvación a que cabalgó hacia el mar, donde un barco bizantino lo recogió. Después de reformar su ejército en Rossano, el emperador se retiró a Roma, donde murió en diciembre de 983. Finalmente, la victoria de los bizantinos les permitió restablecer su dominio sobre Apulia con la toma de Ascoli Satriano por Calociro Delfina en 982.

#### Incursiones árabes (991-1002)
A finales del siglo x, pocos acontecimientos importantes tuvieron lugar en Italia y las posesiones bizantinas apenas se vieron amenazadas. Sin embargo, las incursiones de los árabes de Sicilia, como el sitio de Tarento en 991, la toma de Matera en Calabria en 994 y las revueltas lombardas, Esmaragdo que se alió con los sarracenos y llevó a cabo la campaña desde 997 hasta el año 1000, obligaron a los bizantinos a permanecer en guardia, las milicias locales no eran lo suficientemente fuertes para hacer frente a los invasores. La consecuencia directa de esta débil defensa era la vida miserable que llevaban los habitantes de Apulia. Afortunadamente para los bizantinos, no hubo más incursiones germánicas, en particular porque Teófano murió en 991. Otón III, emperador del Sacro Imperio Romano Germánico, envió una embajada en 996 a Basilio II, dirigida por Juan Filigato y Bernardo de Hildesheim, para casarse con una princesa bizantina. Sin embargo, no fue hasta 1001 y una nueva embajada encabezada por Arnulfo II, el arzobispo de Milán, que las negociaciones tuvieron éxito. Pero cuando la princesa, Zoe, desembarcó en Bari en 1002, se enteró de que Otón III había fallecido.

#### Rebelión lombarda
A medida que los árabes continuaban con sus incursiones en territorio bizantino, se cernía un gran peligro para sus posesiones en Italia. En efecto, el 9 de mayo de 1009, estalló una insurrección en Bari encabezada por dos aristócratas lombardos: Melo y su cuñado Dato. Este último persiguió a la guarnición de la ciudad, que no tenía un catapán desde la muerte de Juan Curcuas. Las fuerzas bizantinas en Italia, que eran demasiado débiles, incapaces de proteger a la población de los árabes y la insolencia de los funcionarios con los nativos causaron el motivo de la revuelta. Con la ayuda de las milicias, el movimiento se extendió por toda Apulia. Finalmente, diez meses después del inicio de la sublevación, Basilio II envió contingentes a Italia, en marzo de 1010. Después de un asedio de 61 días, el general Basilio Argiro volvió a tomar Bari y restauró la autoridad bizantina. Melo, que estaba a punto de ser capturado, huyó a Benevento y luego al Sacro Imperio. El emperador germánico Enrique II le confirió el título de príncipe de Apulia.
No obstante, otro peligro amenazaba el Imperio: desde el siglo xi, los normandos abandonaron sus tierras a causa de la sobrepoblación, recursos limitados y un gobierno que no les otorgaba suficiente «independencia». Estos guerreros y mercaderes se podían encontrar por toda Europa. De hecho, a menudo iban en peregrinación. Algunos de estos normandos frecuentaban la peregrinación de San Miguel al monte Gargano. En aquel lugar, Melo los encontró y los instó a luchar contra los bizantinos. Sin embargo, es más probable que haya sido el príncipe de Salerno, Guaimario III de Salerno, que apeló a los caballeros normandos a través de emisarios. Finalmente, se unieron a los lombardos sublevados y Melo derrotó repetidamente al catapán León Tornicio en la primavera de 1017. En pocos meses, los rebeldes ocuparon toda Apulia. Basilio II decidió reemplazar a Tornicio con Basilio Boioanes, un hombre más enérgico. En diez meses, este último reprimió la revuelta lombarda y, en octubre de 1018, infligió la mayor derrota al ejército lombardo-normando en Cannas (actual Barletta), en la orilla derecha del río Ofanto. Melo logró escapar a Bamberg donde murió en 1020. Luego de esta victoria, se restableció la autoridad imperial en la Italia meridional y Boioanes creó una marca militar que bloqueaba el macizo del Gargano y construyó una nueva ciudad, Troia, que protegía el camino a Benevento así como toda una línea de fortalezas contra las que Enrique II fracasó.

### Políticas fiscales

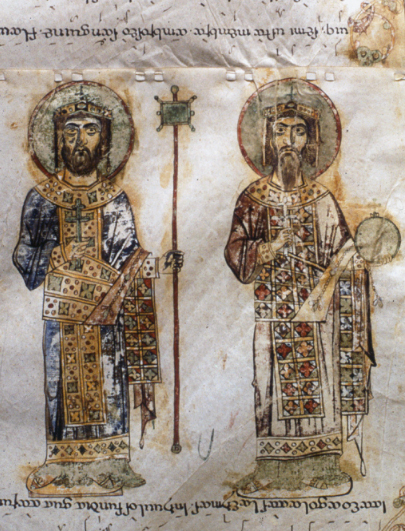
Basilio II (izquierda) y Constantino VIII (derecha) en un rollo del Exultet de Bari, producido durante el último reinado de Basilio.

En 992, Basilio II concluyó un tratado con el dux de Venecia Pietro II Orseolo bajo términos que reducían los derechos de aduana de Venecia en Constantinopla de treinta nomismas a solo diecisiete. A cambio, los venecianos acordaron transportar tropas bizantinas al sur de Italia en tiempos de guerra. Según una estimación, un agricultor bizantino podría esperar una ganancia de diez nomismas con dos décimas después de pagar cuotas por la mitad de su tierra de mejor calidad. El emperador era popular entre los granjeros del campo, la clase que producía la mayor parte de los suministros y soldados de su ejército. Para asegurar que esto continuara, sus leyes protegieron a los pequeños propietarios agrarios y redujeron sus impuestos. A pesar de las guerras casi constantes, el reinado de Basilio II se consideró una era de relativa prosperidad para esta clase.
Buscando proteger a las clases bajas y medias, Basilio II libró una guerra despiadada contra el sistema de inmensas propiedades en Asia Menor —que su predecesor Romano I se había esforzado por controlar— mediante la ejecución de un decreto legal en enero de 996 que limitaba los derechos a la propiedad de bienes. Si el dueño de una propiedad podía probar que lo reclamó antes de las Novelas de Romano, se le permitiría conservarla. Si una persona se hubiera apoderado ilegalmente de una propiedad siguiendo las Novelas de Romano, sus derechos sobre la propiedad serían declarados nulos y los dueños legales podrían reclamarla. En 1002, Basilio II también introdujo el impuesto alelengio como una ley específica que obligaba a los dinatos (terratenientes ricos) a cubrir los atrasos de los contribuyentes más pobres. Aunque resultó impopular entre los sectores más ricos de la sociedad bizantina, no abolió el impuesto; el emperador Romano III revocó el alelengio en 1028. En 1025, disponía de un ingreso anual de siete millones de nomismas; pudo acumular además catorce millones cuatrocientos mil nomismas (doscientas mil libras o noventa toneladas de oro) para la tesorería imperial debido a su prudente gestión. A pesar de sus intentos de dominar el poder de la aristocracia, volvieron a tomar el control del gobierno después de su muerte.

### Políticas militares
Basilio II fue elogiado por su ejército porque pasó la mayor parte de su reinado haciendo campañas militares en lugar de enviar órdenes desde Constantinopla, como habían hecho la mayoría de sus predecesores. Esto permitió que su ejército lo apoyara en gran medida, lo que a menudo hacía que su postura en asuntos políticos y eclesiásticos fuera incuestionable. Llevó la vida de un soldado hasta el punto de comer las mismas raciones diarias que el resto de sus hombres. También tomó bajo su protección a los hijos de los oficiales fallecidos y les ofrecía techo, comida y educación. Muchos de estos niños se convirtieron en sus soldados y oficiales, ocupando el lugar de sus padres. Uno de ellos, Isaac Comneno, se convirtió en emperador más tarde.
Basilio II no innovó en términos de organización militar: en los territorios conquistados introdujo tanto los pequeños temas, centrados en torno a una ciudad fortaleza, que eran una característica tan común de las reconquistas de Oriente en el siglo x bajo Focas y Tzimisces, así como los extensos comandos regionales bajo un dux o catapán (Iberia en 1000, Baspracania o Alta Media en 1019/1022, Parístrio en 1000/1020, Bulgaria en 1018, y Sirmio en 1019). Se desconoce el tamaño exacto del ejército bajo el reinado de Basilio II, pero las estimaciones lo sitúan en ciento diez mil hombres, excluyendo el tagma imperial en Constantinopla; una fuerza considerable, en comparación con las tropas de establecimiento nominal de c. ciento veinte mil en los siglos ix y x, o los ciento cincuenta a ciento sesenta mil de los ejércitos de campaña bajo Justiniano I. Al mismo tiempo, sin embargo, su reinado comenzó la práctica de depender de los estados aliados, sobre todo Venecia, para el poder naval, comenzando el lento declive de la armada bizantina durante el siglo xi.

### Vida posterior, muerte y entierro

El Imperio bizantino a la muerte de Basilio II en 1025.

Basilio II más tarde aseguró la anexión de los sub-reinos de Armenia y la promesa de que su capital y las regiones circundantes serían legadas a Bizancio tras la muerte de su rey Hovhannes-Smbat. En 1021, también aseguró la cesión del Reino de Vaspurakan por su rey Senekerim, a cambio de propiedades en Sebaste. El emperador creó una frontera fuertemente fortificada en esas tierras altas. Otras fuerzas bizantinas restauraron gran parte del sur de Italia, que se había perdido durante los ciento cincuenta años anteriores.
Basilio II estaba preparando una expedición militar para recuperar la isla de Sicilia cuando murió el 15 de diciembre de 1025, habiendo tenido el reinado más largo entre todos los emperadores bizantinos o romanos. En el momento de su muerte, el Imperio se extendía desde el sur de Italia hasta el Cáucaso y desde el Danubio hasta el Levante, que era su mayor extensión territorial desde las conquistas musulmanas cuatro siglos antes. El emperador iba a ser enterrado en el último sarcófago disponible en la rotonda de Constantino I en la iglesia de los Santos Apóstoles, pero más tarde pidió a su hermano y sucesor, Constantino VIII, que fuera enterrado en la iglesia de san Juan el Teólogo en el complejo del palacio Hebdomon, fuera de los muros de Constantinopla. El epitafio de la tumba de Basilio II celebraba sus campañas y victorias. Su lugar de descanso final llevaba la siguiente inscripción: 

«Desde el día en que el Rey del Cielo me llamó para convertirme en emperador, el gran señor supremo del mundo, nadie vio mi lanza inactiva. Me mantuve alerta durante toda mi vida y protegí a los hijos de la Nueva Roma, valientemente haciendo campaña tanto en Occidente como en los puestos avanzados de Oriente... Oh, hombre, viendo ahora mi tumba aquí, recompénsame por mis campañas con tus oraciones».

En 1260, durante el infructuoso asedio niceno de Constantinopla, entonces en poder del Imperio latino, se encontró un cadáver, de pie en una esquina de la iglesia de san Juan el Teólogo, con una flauta de pastor colocada en su boca. Una inscripción permitió a los soldados nicenos identificar el cadáver como los restos del emperador. Su cuerpo fue llevado al monasterio del Salvador en Selimbria. Al año siguiente, Constantinopla fue recuperada por los bizantinos.

## Legado

### Evaluación

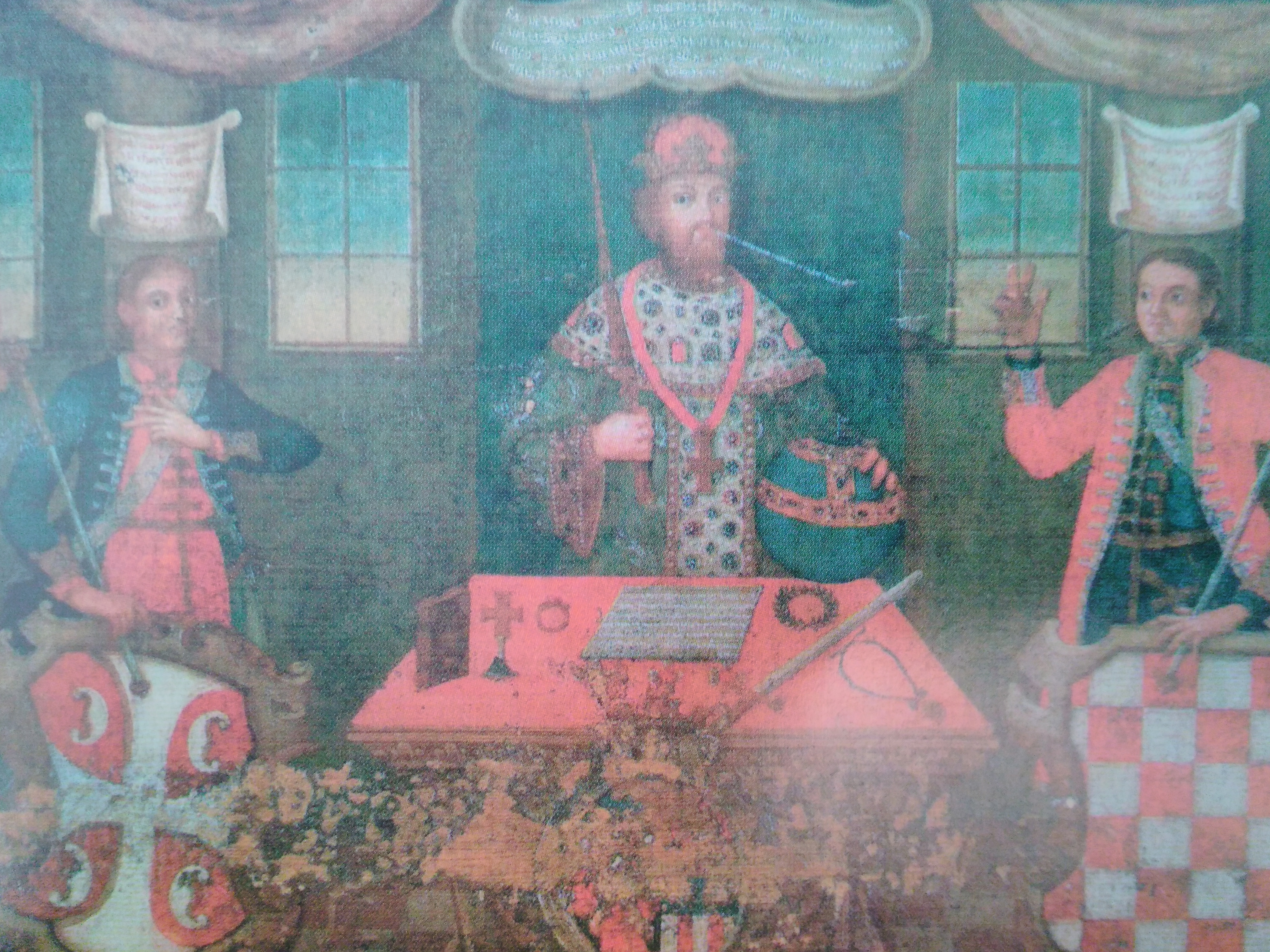
Personificaciones de Serbia y Croacia frente a Basilio II, pintura de Joakim Marković,.

Pselo da una evaluación del reinado a los ojos de las generaciones posteriores:
Aplastó rebeliones, sometió a los terratenientes feudales, conquistó a los enemigos del Imperio, especialmente en las provincias del Danubio y el Este. En todas partes se respetaba y temía el poderío de las armas romanas. El tesoro rebosaba con el botín acumulado de las campañas de Basilio. Incluso la lámpara del saber, a pesar de la conocida indiferencia del emperador, seguía ardiendo, aunque algo tenuemente. La suerte de la gente común en Constantinopla debe haber sido bastante agradable. Para la mayoría de ellos la vida era alegre y colorida, y si las fortificaciones defensivas de la ciudad estaban en algún punto en mal estado, no tenían motivos para temer ataques.
El reinado de Basilio II es uno de los más importantes de la historia bizantina. Sus constantes campañas militares llevaron al cenit del poder bizantino en la Edad Media. La restauración de la frontera del Danubio ayudó a establecer una frontera más estable y segura para el Imperio en Europa, manteniendo una barrera más fuerte contra los invasores húngaros y pechenegos. La conquista de Bulgaria y la sumisión de los eslavos meridionales creó una paz relativa para las tierras balcánicas del Imperio, manteniendo las ciudades más grandes, incluida Constantinopla, a salvo de los frecuentes asedios y saqueos. La experiencia militar de Basilio que le permitió finalmente cambiar la guerra contra Bulgaria a favor del Imperio bizantino se obtuvo a través de las revueltas de Focas y Esclero en Anatolia que desafiaron su trono y, en ocasiones, estuvieron cerca de deponerlo. La creación de la guardia varega le proporcionó a él y a sus sucesores una fuerza mercenaria de élite capaz de cambiar los resultados de la batalla y aumentar la moral que se convirtió en temida por los enemigos del emperador.
En este momento, el Renacimiento macedónico estaba surtiendo efecto, viendo el aumento de la erudición griega clásica asimilada al arte cristiano y la generalización del estudio de la filosofía griega antigua. Los estudios de estos temas y los proyectos de ampliación de los emperadores expandieron enormemente la biblioteca de la Universidad de Constantinopla, que nuevamente se estableció como la principal fuente de aprendizaje de su época. Aunque no era un hombre de letras, Basilio II fue un gobernante relativamente piadoso que se involucró en la construcción de iglesias, monasterios y, hasta cierto punto, ciudades.
Las grandes ciudades del Imperio bizantino realizaron obras literarias, elogios y poemas que, en su mayoría, intentaron aproximar el pasado clásico de los reinos e imperios con la nueva expansión de Basilio II en la que se lo comparó con muchas figuras importantes de Oriente como Ciro el Grande y Artajerjes. También se le comparó especialmente con Alejandro Magno, de quien se creía que era su antepasado. Obras clásicas como «Los persas» del dramaturgo Esquilo fueron de los más recitados en el Imperio durante la expansión dados los diferentes enfrentamientos contra los califatos que los bizantinos indistinta y clásicamente llamaron «medos». A pesar de la gran expansión durante su reinado, su carácter militar y no escolástico lo llevó a ser criticado y relacionado con los antiguos monarcas espartanos o tiranos que en ese momento eran recordados por ser hombres de acción, crueldad y decisión quien, como Basilio, prestó poca atención a la promoción de las artes o la cultura literaria y prefirió un ambiente militar.
Basilio II carecía de herederos debido a la «escasez de primos encontrados dentro de la dinastía macedónica», por lo que fue sucedido por su hermano Constantino y su familia, quienes demostraron ser gobernantes ineficaces. Sin embargo, siguieron cincuenta años de prosperidad y crecimiento intelectual porque los fondos del estado estaban llenos, las fronteras estaban a salvo de intrusos y el Imperio seguía siendo la entidad política más poderosa de la época. Al final del reinado de Basilio II, el Imperio bizantino tenía una población de aproximadamente doce millones de personas.
Aunque fueron beneficiosos, estos logros se revirtieron muy rápidamente. Muchas de las campañas georgianas, armenias y fatimíes se deshicieron después de la crisis de sucesión y la eventual guerra civil después de la batalla de Manzikert en 1071. Debido a que muchos de los gobernadores del Imperio fueron a la capital con sus soldados para tomar el poder después de la captura de emperador Romano IV, la frontera de Anatolia quedó en gran parte indefensa contra el Imperio selyúcida. Los normandos expulsaron permanentemente a los bizantinos del sur de Italia en abril de 1071.

### Puntos de vista modernos y representaciones en la literatura

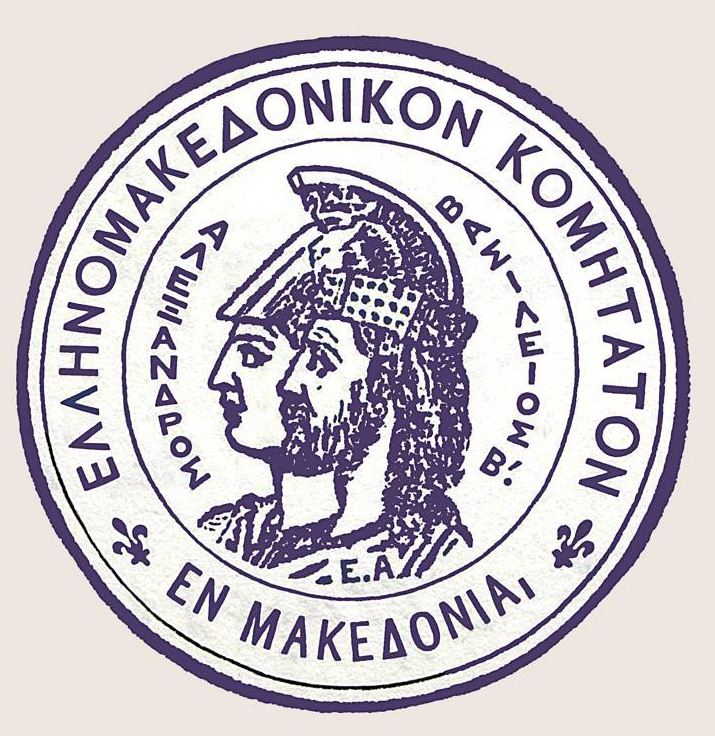
Sello del Comité Macedonio durante la Disputa por Macedonia, que representa a Basilio II (frente) y Alejandro Magno.

- El comentarista búlgaro Alexander Kiossev escribió en Understanding the Balkans: «El héroe [de] una nación podría ser el villano de su vecino... El emperador bizantino Basilio el Matador [ sic ] de Búlgaros, una figura crucial del panteón griego, no es menos importante como [un] sujeto de odio para nuestra mitología nacional».[205] Durante el siglo xx en Grecia, el interés por Basilio II dio lugar a una serie de biografías y novelas históricas sobre él. Uno de ellos es Basil Bulgaroktonos (1964) del escritor de ficción histórica Kostas Kyriazís. Escrito como secuela de su obra anterior Theophano (1963), que se centra en la madre de Basilio, examina la vida de Basilio a través de tres narradores ficticios y se ha reimpreso continuamente desde 1964.[206] La novela de ficción histórica de Rosemary Sutcliff de 1976 Blood Feud describe a Basilio II desde el punto de vista de un miembro de su guardia varega recientemente creada.[207]
- La segunda novela de Penélope Delta, Ton Kairo tou Voulgaroktonou,[208] también está ambientada durante el reinado de Basilio II.[209] Se inspiró en la correspondencia con el historiador Gustave Schlumberger, un renombrado especialista en el Imperio bizantino, y se publicó en los primeros años del siglo xx, una época en la que la Disputa por Macedonia volvió a poner a griegos y búlgaros en una amarga enemistad unos con otros.[210]
- Ion Dragumis, quien fue amante de Delta y estuvo profundamente involucrado en esa lucha, en 1907 publicó el libro Martyron kai Iroon Aima, que se muestra resentido con todo lo remotamente búlgaro. Insta a los griegos a seguir el ejemplo del emperador: «En lugar de cegar a tanta gente, sería mejor que Basilio los hubiera matado. Por un lado, estas personas no sufrirían como sobrevivientes sin ojos, por el otro, la gran cantidad de búlgaros habría disminuido por quince mil, que es algo muy útil». Más adelante en el libro, Dragumis prevé la aparición de «nuevos Basilios, que atravesarían todo el país y buscarán a los búlgaros en montañas, cuevas, pueblos y bosques y los harán huir en refugio o los matarán».[211]
- En el videojuego Civilization VI, Basilio II lidera el Imperio bizantino como parte del pase de temporada New Frontier.[212]

## Ancestros
| \| \| \| \| \| \| \| \| \| \| \| \| \| \| \| \| \| Miguel III emperador de los romanos 842-867 Dinastía frigia \| Miguel III emperador de los romanos 842-867 Dinastía frigia \| Miguel III emperador de los romanos 842-867 Dinastía frigia \| Miguel III emperador de los romanos 842-867 Dinastía frigia \| Miguel III emperador de los romanos 842-867 Dinastía frigia \| Miguel III emperador de los romanos 842-867 Dinastía frigia \| \| \| \| \| \| \| \| \| \| \| Eudoxia Ingerina \| Eudoxia Ingerina \| Eudoxia Ingerina \| Eudoxia Ingerina \| Eudoxia Ingerina \| Eudoxia Ingerina \| \| \| \| \| \| \| \| \| \| \| Basilio I emperador de los romanos 867-886 \| Basilio I emperador de los romanos 867-886 \| Basilio I emperador de los romanos 867-886 \| Basilio I emperador de los romanos 867-886 \| Basilio I emperador de los romanos 867-886 \| Basilio I emperador de los romanos 867-886 \| \| \| María \| María \| María \| María \| María \| María \| \| \| \| \| \| \| \| \| \| \| \| \| \| \| \| \| \| Miguel III emperador de los romanos 842-867 Dinastía frigia \| Miguel III emperador de los romanos 842-867 Dinastía frigia \| Miguel III emperador de los romanos 842-867 Dinastía frigia \| Miguel III emperador de los romanos 842-867 Dinastía frigia \| Miguel III emperador de los romanos 842-867 Dinastía frigia \| Miguel III emperador de los romanos 842-867 Dinastía frigia \| \| \| \| \| \| \| \| \| \| \| Eudoxia Ingerina \| Eudoxia Ingerina \| Eudoxia Ingerina \| Eudoxia Ingerina \| Eudoxia Ingerina \| Eudoxia Ingerina \| \| \| \| \| \| \| \| \| \| \| Basilio I emperador de los romanos 867-886 \| Basilio I emperador de los romanos 867-886 \| Basilio I emperador de los romanos 867-886 \| Basilio I emperador de los romanos 867-886 \| Basilio I emperador de los romanos 867-886 \| Basilio I emperador de los romanos 867-886 \| \| \| María \| María \| María \| María \| María \| María \| \| \| \| \| \| \| \| \| \| \| \| \| \| \| \| \| \| \| \| \| \| \| \| \| \| \| \| \| \| \| \| \| \| \| \| \| \| \| \| \| \| \| \| \| \| \| \| \| \| \| \| \| \| \| \| \| \| \| \| \| \| \| \| \| \| \| \| \| \| \| \| \| \| \| \| \| \| \| \| \| \| \| \| \| \| \| \| \| \| \| \| \| \| \| \| \| \| \| \| \| \| \| \| \| \| \| \| \| \| \| \| \| \| \| \| \| \| \| \| \| \| \| \| \| \| \| \| \| \| \| \| \| \| \| \| Romano I Lecapeno emperador de los romanos 920-944 \| Romano I Lecapeno emperador de los romanos 920-944 \| Romano I Lecapeno emperador de los romanos 920-944 \| Romano I Lecapeno emperador de los romanos 920-944 \| Romano I Lecapeno emperador de los romanos 920-944 \| Romano I Lecapeno emperador de los romanos 920-944 \| \| \| \| \| \| \| \| \| \| \| 1. Teófano Martinacia 2. Zoe Zautzina 3. Eudoxia Bayana 4. Zoe Karbonopsina \| 1. Teófano Martinacia 2. Zoe Zautzina 3. Eudoxia Bayana 4. Zoe Karbonopsina \| 1. Teófano Martinacia 2. Zoe Zautzina 3. Eudoxia Bayana 4. Zoe Karbonopsina \| 1. Teófano Martinacia 2. Zoe Zautzina 3. Eudoxia Bayana 4. Zoe Karbonopsina \| 1. Teófano Martinacia 2. Zoe Zautzina 3. Eudoxia Bayana 4. Zoe Karbonopsina \| 1. Teófano Martinacia 2. Zoe Zautzina 3. Eudoxia Bayana 4. Zoe Karbonopsina \| \| \| León VI el Sabio emperador de los romanos 886-912 \| León VI el Sabio emperador de los romanos 886-912 \| León VI el Sabio emperador de los romanos 886-912 \| León VI el Sabio emperador de los romanos 886-912 \| León VI el Sabio emperador de los romanos 886-912 \| León VI el Sabio emperador de los romanos 886-912 \| \| \| Esteban I patriarca de Constantinopla 886-893 \| Esteban I patriarca de Constantinopla 886-893 \| Esteban I patriarca de Constantinopla 886-893 \| Esteban I patriarca de Constantinopla 886-893 \| Esteban I patriarca de Constantinopla 886-893 \| Esteban I patriarca de Constantinopla 886-893 \| \| \| Alejandro emperador de los romanos 912-913 \| Alejandro emperador de los romanos 912-913 \| Alejandro emperador de los romanos 912-913 \| Alejandro emperador de los romanos 912-913 \| Alejandro emperador de los romanos 912-913 \| Alejandro emperador de los romanos 912-913 \| \| \| \| \| \| \| \| \| \| \| \| \| \| \| \| \| \| Romano I Lecapeno emperador de los romanos 920-944 \| Romano I Lecapeno emperador de los romanos 920-944 \| Romano I Lecapeno emperador de los romanos 920-944 \| Romano I Lecapeno emperador de los romanos 920-944 \| Romano I Lecapeno emperador de los romanos 920-944 \| Romano I Lecapeno emperador de los romanos 920-944 \| \| \| \| \| \| \| \| \| \| \| 1. Teófano Martinacia 2. Zoe Zautzina 3. Eudoxia Bayana 4. Zoe Karbonopsina \| 1. Teófano Martinacia 2. Zoe Zautzina 3. Eudoxia Bayana 4. Zoe Karbonopsina \| 1. Teófano Martinacia 2. Zoe Zautzina 3. Eudoxia Bayana 4. Zoe Karbonopsina \| 1. Teófano Martinacia 2. Zoe Zautzina 3. Eudoxia Bayana 4. Zoe Karbonopsina \| 1. Teófano Martinacia 2. Zoe Zautzina 3. Eudoxia Bayana 4. Zoe Karbonopsina \| 1. Teófano Martinacia 2. Zoe Zautzina 3. Eudoxia Bayana 4. Zoe Karbonopsina \| \| \| León VI el Sabio emperador de los romanos 886-912 \| León VI el Sabio emperador de los romanos 886-912 \| León VI el Sabio emperador de los romanos 886-912 \| León VI el Sabio emperador de los romanos 886-912 \| León VI el Sabio emperador de los romanos 886-912 \| León VI el Sabio emperador de los romanos 886-912 \| \| \| Esteban I patriarca de Constantinopla 886-893 \| Esteban I patriarca de Constantinopla 886-893 \| Esteban I patriarca de Constantinopla 886-893 \| Esteban I patriarca de Constantinopla 886-893 \| Esteban I patriarca de Constantinopla 886-893 \| Esteban I patriarca de Constantinopla 886-893 \| \| \| Alejandro emperador de los romanos 912-913 \| Alejandro emperador de los romanos 912-913 \| Alejandro emperador de los romanos 912-913 \| Alejandro emperador de los romanos 912-913 \| Alejandro emperador de los romanos 912-913 \| Alejandro emperador de los romanos 912-913 \| \| \| \| \| \| \| \| \| \| \| \| \| \| \| \| \| \| \| \| \| \| \| \| \| \| \| \| \| \| \| \| \| \| \| \| \| \| \| \| \| \| \| \| \| \| \| \| \| \| \| \| \| \| \| \| \| \| \| \| \| \| \| \| \| \| \| \| \| \| \| \| \| \| \| \| \| \| \| \| \| \| \| \| \| \| \| \| \| \| \| \| \| \| \| \| \| \| \| \| \| \| \| \| \| \| \| \| \| \| \| \| \| \| \| \| \| \| \| \| \| \| \| \| \| \| \| \| \| \| \| \| \| \| \| \| Cristóbal Lecapeno coemperador 921-931 ∞ Sofía \| Cristóbal Lecapeno coemperador 921-931 ∞ Sofía \| Cristóbal Lecapeno coemperador 921-931 ∞ Sofía \| Cristóbal Lecapeno coemperador 921-931 ∞ Sofía \| Cristóbal Lecapeno coemperador 921-931 ∞ Sofía \| Cristóbal Lecapeno coemperador 921-931 ∞ Sofía \| \| \| Ágata ∞ Romano Argiro \| Ágata ∞ Romano Argiro \| Ágata ∞ Romano Argiro \| Ágata ∞ Romano Argiro \| Ágata ∞ Romano Argiro \| Ágata ∞ Romano Argiro \| \| \| Teofilacto patriarca de Constantinopla 933-956 \| Teofilacto patriarca de Constantinopla 933-956 \| Teofilacto patriarca de Constantinopla 933-956 \| Teofilacto patriarca de Constantinopla 933-956 \| Teofilacto patriarca de Constantinopla 933-956 \| Teofilacto patriarca de Constantinopla 933-956 \| \| \| Helena Lecapena (Lecapenos) \| Helena Lecapena (Lecapenos) \| Helena Lecapena (Lecapenos) \| Helena Lecapena (Lecapenos) \| Helena Lecapena (Lecapenos) \| Helena Lecapena (Lecapenos) \| \| \| (4) Constantino VII emperador de los romanos 913-959 \| (4) Constantino VII emperador de los romanos 913-959 \| (4) Constantino VII emperador de los romanos 913-959 \| (4) Constantino VII emperador de los romanos 913-959 \| (4) Constantino VII emperador de los romanos 913-959 \| (4) Constantino VII emperador de los romanos 913-959 \| \| \| \| \| \| \| \| \| \| \| \| \| \| \| \| \| \| \| (2) Ana ∞ Luis III el Ciego rey de Provenza, rey de Italia Bosónidas \| (2) Ana ∞ Luis III el Ciego rey de Provenza, rey de Italia Bosónidas \| (2) Ana ∞ Luis III el Ciego rey de Provenza, rey de Italia Bosónidas \| (2) Ana ∞ Luis III el Ciego rey de Provenza, rey de Italia Bosónidas \| (2) Ana ∞ Luis III el Ciego rey de Provenza, rey de Italia Bosónidas \| (2) Ana ∞ Luis III el Ciego rey de Provenza, rey de Italia Bosónidas \| \| Cristóbal Lecapeno coemperador 921-931 ∞ Sofía \| Cristóbal Lecapeno coemperador 921-931 ∞ Sofía \| Cristóbal Lecapeno coemperador 921-931 ∞ Sofía \| Cristóbal Lecapeno coemperador 921-931 ∞ Sofía \| Cristóbal Lecapeno coemperador 921-931 ∞ Sofía \| Cristóbal Lecapeno coemperador 921-931 ∞ Sofía \| \| \| Ágata ∞ Romano Argiro \| Ágata ∞ Romano Argiro \| Ágata ∞ Romano Argiro \| Ágata ∞ Romano Argiro \| Ágata ∞ Romano Argiro \| Ágata ∞ Romano Argiro \| \| \| Teofilacto patriarca de Constantinopla 933-956 \| Teofilacto patriarca de Constantinopla 933-956 \| Teofilacto patriarca de Constantinopla 933-956 \| Teofilacto patriarca de Constantinopla 933-956 \| Teofilacto patriarca de Constantinopla 933-956 \| Teofilacto patriarca de Constantinopla 933-956 \| \| \| Helena Lecapena (Lecapenos) \| Helena Lecapena (Lecapenos) \| Helena Lecapena (Lecapenos) \| Helena Lecapena (Lecapenos) \| Helena Lecapena (Lecapenos) \| Helena Lecapena (Lecapenos) \| \| \| (4) Constantino VII emperador de los romanos 913-959 \| (4) Constantino VII emperador de los romanos 913-959 \| (4) Constantino VII emperador de los romanos 913-959 \| (4) Constantino VII emperador de los romanos 913-959 \| (4) Constantino VII emperador de los romanos 913-959 \| (4) Constantino VII emperador de los romanos 913-959 \| \| \| \| \| \| \| \| \| \| \| \| \| \| \| \| \| \| \| (2) Ana ∞ Luis III el Ciego rey de Provenza, rey de Italia Bosónidas \| (2) Ana ∞ Luis III el Ciego rey de Provenza, rey de Italia Bosónidas \| (2) Ana ∞ Luis III el Ciego rey de Provenza, rey de Italia Bosónidas \| (2) Ana ∞ Luis III el Ciego rey de Provenza, rey de Italia Bosónidas \| (2) Ana ∞ Luis III el Ciego rey de Provenza, rey de Italia Bosónidas \| (2) Ana ∞ Luis III el Ciego rey de Provenza, rey de Italia Bosónidas \| \| \| \| \| \| \| \| \| \| \| \| \| \| \| \| \| \| \| \| \| \| \| \| \| \| \| \| \| \| \| \| \| \| \| \| \| \| \| \| \| \| \| \| \| \| \| \| \| \| \| \| \| \| \| \| \| \| \| \| \| \| \| \| \| \| \| \| \| \| \| \| \| \| \| \| \| \| \| \| \| \| \| \| \| \| \| \| \| \| \| \| \| \| \| \| \| \| \| \| \| \| \| \| \| \| \| \| \| \| \| \| \| \| \| \| \| \| \| \| \| \| \| \| \| \| \| \| (María) Irene Lecapena ∞ Pedro I zar de Bulgaria 927-969 \| (María) Irene Lecapena ∞ Pedro I zar de Bulgaria 927-969 \| (María) Irene Lecapena ∞ Pedro I zar de Bulgaria 927-969 \| (María) Irene Lecapena ∞ Pedro I zar de Bulgaria 927-969 \| (María) Irene Lecapena ∞ Pedro I zar de Bulgaria 927-969 \| (María) Irene Lecapena ∞ Pedro I zar de Bulgaria 927-969 \| \| \| Argiro \| Argiro \| Argiro \| Argiro \| Argiro \| Argiro \| \| \| Nicéforo II Focas emperador de los romanos 963-969 Focas \| Nicéforo II Focas emperador de los romanos 963-969 Focas \| Nicéforo II Focas emperador de los romanos 963-969 Focas \| Nicéforo II Focas emperador de los romanos 963-969 Focas \| Nicéforo II Focas emperador de los romanos 963-969 Focas \| Nicéforo II Focas emperador de los romanos 963-969 Focas \| \| \| (Anastaso) Teófano de Laconia \| (Anastaso) Teófano de Laconia \| (Anastaso) Teófano de Laconia \| (Anastaso) Teófano de Laconia \| (Anastaso) Teófano de Laconia \| (Anastaso) Teófano de Laconia \| \| \| Romano II emperador de los romanos 959-963 \| Romano II emperador de los romanos 959-963 \| Romano II emperador de los romanos 959-963 \| Romano II emperador de los romanos 959-963 \| Romano II emperador de los romanos 959-963 \| Romano II emperador de los romanos 959-963 \| \| \| Teodora Porfirogéneta emperatriz \| Teodora Porfirogéneta emperatriz \| Teodora Porfirogéneta emperatriz \| Teodora Porfirogéneta emperatriz \| Teodora Porfirogéneta emperatriz \| Teodora Porfirogéneta emperatriz \| \| \| Juan I Tzimisces emperador de los romanos 969-976 Curcuas \| Juan I Tzimisces emperador de los romanos 969-976 Curcuas \| Juan I Tzimisces emperador de los romanos 969-976 Curcuas \| Juan I Tzimisces emperador de los romanos 969-976 Curcuas \| Juan I Tzimisces emperador de los romanos 969-976 Curcuas \| Juan I Tzimisces emperador de los romanos 969-976 Curcuas \| \| \| Carlos Constantino conde de Vienne \| Carlos Constantino conde de Vienne \| Carlos Constantino conde de Vienne \| Carlos Constantino conde de Vienne \| Carlos Constantino conde de Vienne \| Carlos Constantino conde de Vienne \| \| (María) Irene Lecapena ∞ Pedro I zar de Bulgaria 927-969 \| (María) Irene Lecapena ∞ Pedro I zar de Bulgaria 927-969 \| (María) Irene Lecapena ∞ Pedro I zar de Bulgaria 927-969 \| (María) Irene Lecapena ∞ Pedro I zar de Bulgaria 927-969 \| (María) Irene Lecapena ∞ Pedro I zar de Bulgaria 927-969 \| (María) Irene Lecapena ∞ Pedro I zar de Bulgaria 927-969 \| \| \| Argiro \| Argiro \| Argiro \| Argiro \| Argiro \| Argiro \| \| \| Nicéforo II Focas emperador de los romanos 963-969 Focas \| Nicéforo II Focas emperador de los romanos 963-969 Focas \| Nicéforo II Focas emperador de los romanos 963-969 Focas \| Nicéforo II Focas emperador de los romanos 963-969 Focas \| Nicéforo II Focas emperador de los romanos 963-969 Focas \| Nicéforo II Focas emperador de los romanos 963-969 Focas \| \| \| (Anastaso) Teófano de Laconia \| (Anastaso) Teófano de Laconia \| (Anastaso) Teófano de Laconia \| (Anastaso) Teófano de Laconia \| (Anastaso) Teófano de Laconia \| (Anastaso) Teófano de Laconia \| \| \| Romano II emperador de los romanos 959-963 \| Romano II emperador de los romanos 959-963 \| Romano II emperador de los romanos 959-963 \| Romano II emperador de los romanos 959-963 \| Romano II emperador de los romanos 959-963 \| Romano II emperador de los romanos 959-963 \| \| \| Teodora Porfirogéneta emperatriz \| Teodora Porfirogéneta emperatriz \| Teodora Porfirogéneta emperatriz \| Teodora Porfirogéneta emperatriz \| Teodora Porfirogéneta emperatriz \| Teodora Porfirogéneta emperatriz \| \| \| Juan I Tzimisces emperador de los romanos 969-976 Curcuas \| Juan I Tzimisces emperador de los romanos 969-976 Curcuas \| Juan I Tzimisces emperador de los romanos 969-976 Curcuas \| Juan I Tzimisces emperador de los romanos 969-976 Curcuas \| Juan I Tzimisces emperador de los romanos 969-976 Curcuas \| Juan I Tzimisces emperador de los romanos 969-976 Curcuas \| \| \| Carlos Constantino conde de Vienne \| Carlos Constantino conde de Vienne \| Carlos Constantino conde de Vienne \| Carlos Constantino conde de Vienne \| Carlos Constantino conde de Vienne \| Carlos Constantino conde de Vienne \| \| \| \| \| \| \| \| \| \| \| \| \| \| \| \| \| \| \| \| \| \| \| \| \| \| \| \| \| \| \| \| \| \| \| \| \| \| \| \| \| \| \| \| \| \| \| \| \| \| \| \| \| \| \| \| \| \| \| \| \| \| \| \| \| \| \| \| \| \| \| \| \| \| \| \| \| \| \| \| \| \| \| \| \| \| \| \| \| \| \| \| \| \| \| \| \| \| \| \| \| \| \| \| \| \| \| \| \| \| \| \| \| \| \| \| \| \| \| \| \| \| \| \| \| \| \| \| \| \| \| \| \| \| \| \| Poto (o Eustacio) Argiro general \| Poto (o Eustacio) Argiro general \| Poto (o Eustacio) Argiro general \| Poto (o Eustacio) Argiro general \| Poto (o Eustacio) Argiro general \| Poto (o Eustacio) Argiro general \| \| \| \| \| \| \| \| \| \| \| Basilio II emperador de los romanos 976-1025 \| Basilio II emperador de los romanos 976-1025 \| Basilio II emperador de los romanos 976-1025 \| Basilio II emperador de los romanos 976-1025 \| Basilio II emperador de los romanos 976-1025 \| Basilio II emperador de los romanos 976-1025 \| \| \| Constantino VIII emperador de los romanos 1025-1028 ∞ Helena de Alipio \| Constantino VIII emperador de los romanos 1025-1028 ∞ Helena de Alipio \| Constantino VIII emperador de los romanos 1025-1028 ∞ Helena de Alipio \| Constantino VIII emperador de los romanos 1025-1028 ∞ Helena de Alipio \| Constantino VIII emperador de los romanos 1025-1028 ∞ Helena de Alipio \| Constantino VIII emperador de los romanos 1025-1028 ∞ Helena de Alipio \| \| \| Ana Porfirogéneta ∞ Vladimiro I de Kiev gran príncipe de Kiev Rúrikovich \| Ana Porfirogéneta ∞ Vladimiro I de Kiev gran príncipe de Kiev Rúrikovich \| Ana Porfirogéneta ∞ Vladimiro I de Kiev gran príncipe de Kiev Rúrikovich \| Ana Porfirogéneta ∞ Vladimiro I de Kiev gran príncipe de Kiev Rúrikovich \| Ana Porfirogéneta ∞ Vladimiro I de Kiev gran príncipe de Kiev Rúrikovich \| Ana Porfirogéneta ∞ Vladimiro I de Kiev gran príncipe de Kiev Rúrikovich \| \| \| \| \| \| \| \| \| \| \| Constanza de Vienne ∞ Bosón II conde de Arlés \| Constanza de Vienne ∞ Bosón II conde de Arlés \| Constanza de Vienne ∞ Bosón II conde de Arlés \| Constanza de Vienne ∞ Bosón II conde de Arlés \| Constanza de Vienne ∞ Bosón II conde de Arlés \| Constanza de Vienne ∞ Bosón II conde de Arlés \| |                                                          |                                                          |                                                          |                                                          |                                                          |  |  |                                                    |                                                    |                                                    |                                                    |                                                    |                                                    |  |  |                                                             |                                                             |                                                             |                                                             |                                                             |                                                             |  |  |                                                                             |                                                                             |                                                                             |                                                                             |                                                                             |                                                                             |  |  |                                                                        |                                                                        |                                                                        |                                                                        |                                                                        |                                                                        |  |  |                                                                          |                                                                          |                                                                          |                                                                          |                                                                          |                                                                          |  |  |                                                           |                                                           |                                                           |                                                           |                                                           |                                                           |  |  |                                                                      |                                                                      |                                                                      |                                                                      |                                                                      |                                                                      |
| |                                                          |                                                          |                                                          |                                                          |                                                          |  |  |                                                    |                                                    |                                                    |                                                    |                                                    |                                                    |  |  | Miguel III emperador de los romanos 842-867 Dinastía frigia | Miguel III emperador de los romanos 842-867 Dinastía frigia | Miguel III emperador de los romanos 842-867 Dinastía frigia | Miguel III emperador de los romanos 842-867 Dinastía frigia | Miguel III emperador de los romanos 842-867 Dinastía frigia | Miguel III emperador de los romanos 842-867 Dinastía frigia |  |  |                                                                             |                                                                             |                                                                             |                                                                             |                                                                             |                                                                             |  |  | Eudoxia Ingerina                                                       | Eudoxia Ingerina                                                       | Eudoxia Ingerina                                                       | Eudoxia Ingerina                                                       | Eudoxia Ingerina                                                       | Eudoxia Ingerina                                                       |  |  |                                                                          |                                                                          |                                                                          |                                                                          |                                                                          |                                                                          |  |  | Basilio I emperador de los romanos 867-886                | Basilio I emperador de los romanos 867-886                | Basilio I emperador de los romanos 867-886                | Basilio I emperador de los romanos 867-886                | Basilio I emperador de los romanos 867-886                | Basilio I emperador de los romanos 867-886                |  |  | María                                                                | María                                                                | María                                                                | María                                                                | María                                                                | María                                                                |
| |                                                          |                                                          |                                                          |                                                          |                                                          |  |  |                                                    |                                                    |                                                    |                                                    |                                                    |                                                    |  |  | Miguel III emperador de los romanos 842-867 Dinastía frigia | Miguel III emperador de los romanos 842-867 Dinastía frigia | Miguel III emperador de los romanos 842-867 Dinastía frigia | Miguel III emperador de los romanos 842-867 Dinastía frigia | Miguel III emperador de los romanos 842-867 Dinastía frigia | Miguel III emperador de los romanos 842-867 Dinastía frigia |  |  |                                                                             |                                                                             |                                                                             |                                                                             |                                                                             |                                                                             |  |  | Eudoxia Ingerina                                                       | Eudoxia Ingerina                                                       | Eudoxia Ingerina                                                       | Eudoxia Ingerina                                                       | Eudoxia Ingerina                                                       | Eudoxia Ingerina                                                       |  |  |                                                                          |                                                                          |                                                                          |                                                                          |                                                                          |                                                                          |  |  | Basilio I emperador de los romanos 867-886                | Basilio I emperador de los romanos 867-886                | Basilio I emperador de los romanos 867-886                | Basilio I emperador de los romanos 867-886                | Basilio I emperador de los romanos 867-886                | Basilio I emperador de los romanos 867-886                |  |  | María                                                                | María                                                                | María                                                                | María                                                                | María                                                                | María                                                                |
| |                                                          |                                                          |                                                          |                                                          |                                                          |  |  |                                                    |                                                    |                                                    |                                                    |                                                    |                                                    |  |  |                                                             |                                                             |                                                             |                                                             |                                                             |                                                             |  |  |                                                                             |                                                                             |                                                                             |                                                                             |                                                                             |                                                                             |  |  |                                                                        |                                                                        |                                                                        |                                                                        |                                                                        |                                                                        |  |  |                                                                          |                                                                          |                                                                          |                                                                          |                                                                          |                                                                          |  |  |                                                           |                                                           |                                                           |                                                           |                                                           |                                                           |  |  |                                                                      |                                                                      |                                                                      |                                                                      |                                                                      |                                                                      |
| |                                                          |                                                          |                                                          |                                                          |                                                          |  |  |                                                    |                                                    |                                                    |                                                    |                                                    |                                                    |  |  |                                                             |                                                             |                                                             |                                                             |                                                             |                                                             |  |  |                                                                             |                                                                             |                                                                             |                                                                             |                                                                             |                                                                             |  |  |                                                                        |                                                                        |                                                                        |                                                                        |                                                                        |                                                                        |  |  |                                                                          |                                                                          |                                                                          |                                                                          |                                                                          |                                                                          |  |  |                                                           |                                                           |                                                           |                                                           |                                                           |                                                           |  |  |                                                                      |                                                                      |                                                                      |                                                                      |                                                                      |                                                                      |
| |                                                          |                                                          |                                                          |                                                          |                                                          |  |  | Romano I Lecapeno emperador de los romanos 920-944 | Romano I Lecapeno emperador de los romanos 920-944 | Romano I Lecapeno emperador de los romanos 920-944 | Romano I Lecapeno emperador de los romanos 920-944 | Romano I Lecapeno emperador de los romanos 920-944 | Romano I Lecapeno emperador de los romanos 920-944 |  |  |                                                             |                                                             |                                                             |                                                             |                                                             |                                                             |  |  | 1. Teófano Martinacia 2. Zoe Zautzina 3. Eudoxia Bayana 4. Zoe Karbonopsina | 1. Teófano Martinacia 2. Zoe Zautzina 3. Eudoxia Bayana 4. Zoe Karbonopsina | 1. Teófano Martinacia 2. Zoe Zautzina 3. Eudoxia Bayana 4. Zoe Karbonopsina | 1. Teófano Martinacia 2. Zoe Zautzina 3. Eudoxia Bayana 4. Zoe Karbonopsina | 1. Teófano Martinacia 2. Zoe Zautzina 3. Eudoxia Bayana 4. Zoe Karbonopsina | 1. Teófano Martinacia 2. Zoe Zautzina 3. Eudoxia Bayana 4. Zoe Karbonopsina |  |  | León VI el Sabio emperador de los romanos 886-912                      | León VI el Sabio emperador de los romanos 886-912                      | León VI el Sabio emperador de los romanos 886-912                      | León VI el Sabio emperador de los romanos 886-912                      | León VI el Sabio emperador de los romanos 886-912                      | León VI el Sabio emperador de los romanos 886-912                      |  |  | Esteban I patriarca de Constantinopla 886-893                            | Esteban I patriarca de Constantinopla 886-893                            | Esteban I patriarca de Constantinopla 886-893                            | Esteban I patriarca de Constantinopla 886-893                            | Esteban I patriarca de Constantinopla 886-893                            | Esteban I patriarca de Constantinopla 886-893                            |  |  | Alejandro emperador de los romanos 912-913                | Alejandro emperador de los romanos 912-913                | Alejandro emperador de los romanos 912-913                | Alejandro emperador de los romanos 912-913                | Alejandro emperador de los romanos 912-913                | Alejandro emperador de los romanos 912-913                |  |  |                                                                      |                                                                      |                                                                      |                                                                      |                                                                      |                                                                      |
| |                                                          |                                                          |                                                          |                                                          |                                                          |  |  | Romano I Lecapeno emperador de los romanos 920-944 | Romano I Lecapeno emperador de los romanos 920-944 | Romano I Lecapeno emperador de los romanos 920-944 | Romano I Lecapeno emperador de los romanos 920-944 | Romano I Lecapeno emperador de los romanos 920-944 | Romano I Lecapeno emperador de los romanos 920-944 |  |  |                                                             |                                                             |                                                             |                                                             |                                                             |                                                             |  |  | 1. Teófano Martinacia 2. Zoe Zautzina 3. Eudoxia Bayana 4. Zoe Karbonopsina | 1. Teófano Martinacia 2. Zoe Zautzina 3. Eudoxia Bayana 4. Zoe Karbonopsina | 1. Teófano Martinacia 2. Zoe Zautzina 3. Eudoxia Bayana 4. Zoe Karbonopsina | 1. Teófano Martinacia 2. Zoe Zautzina 3. Eudoxia Bayana 4. Zoe Karbonopsina | 1. Teófano Martinacia 2. Zoe Zautzina 3. Eudoxia Bayana 4. Zoe Karbonopsina | 1. Teófano Martinacia 2. Zoe Zautzina 3. Eudoxia Bayana 4. Zoe Karbonopsina |  |  | León VI el Sabio emperador de los romanos 886-912                      | León VI el Sabio emperador de los romanos 886-912                      | León VI el Sabio emperador de los romanos 886-912                      | León VI el Sabio emperador de los romanos 886-912                      | León VI el Sabio emperador de los romanos 886-912                      | León VI el Sabio emperador de los romanos 886-912                      |  |  | Esteban I patriarca de Constantinopla 886-893                            | Esteban I patriarca de Constantinopla 886-893                            | Esteban I patriarca de Constantinopla 886-893                            | Esteban I patriarca de Constantinopla 886-893                            | Esteban I patriarca de Constantinopla 886-893                            | Esteban I patriarca de Constantinopla 886-893                            |  |  | Alejandro emperador de los romanos 912-913                | Alejandro emperador de los romanos 912-913                | Alejandro emperador de los romanos 912-913                | Alejandro emperador de los romanos 912-913                | Alejandro emperador de los romanos 912-913                | Alejandro emperador de los romanos 912-913                |  |  |                                                                      |                                                                      |                                                                      |                                                                      |                                                                      |                                                                      |
| |                                                          |                                                          |                                                          |                                                          |                                                          |  |  |                                                    |                                                    |                                                    |                                                    |                                                    |                                                    |  |  |                                                             |                                                             |                                                             |                                                             |                                                             |                                                             |  |  |                                                                             |                                                                             |                                                                             |                                                                             |                                                                             |                                                                             |  |  |                                                                        |                                                                        |                                                                        |                                                                        |                                                                        |                                                                        |  |  |                                                                          |                                                                          |                                                                          |                                                                          |                                                                          |                                                                          |  |  |                                                           |                                                           |                                                           |                                                           |                                                           |                                                           |  |  |                                                                      |                                                                      |                                                                      |                                                                      |                                                                      |                                                                      |
| |                                                          |                                                          |                                                          |                                                          |                                                          |  |  |                                                    |                                                    |                                                    |                                                    |                                                    |                                                    |  |  |                                                             |                                                             |                                                             |                                                             |                                                             |                                                             |  |  |                                                                             |                                                                             |                                                                             |                                                                             |                                                                             |                                                                             |  |  |                                                                        |                                                                        |                                                                        |                                                                        |                                                                        |                                                                        |  |  |                                                                          |                                                                          |                                                                          |                                                                          |                                                                          |                                                                          |  |  |                                                           |                                                           |                                                           |                                                           |                                                           |                                                           |  |  |                                                                      |                                                                      |                                                                      |                                                                      |                                                                      |                                                                      |
| Cristóbal Lecapeno coemperador 921-931 ∞ Sofía | Cristóbal Lecapeno coemperador 921-931 ∞ Sofía           | Cristóbal Lecapeno coemperador 921-931 ∞ Sofía           | Cristóbal Lecapeno coemperador 921-931 ∞ Sofía           | Cristóbal Lecapeno coemperador 921-931 ∞ Sofía           | Cristóbal Lecapeno coemperador 921-931 ∞ Sofía           |  |  | Ágata ∞ Romano Argiro                              | Ágata ∞ Romano Argiro                              | Ágata ∞ Romano Argiro                              | Ágata ∞ Romano Argiro                              | Ágata ∞ Romano Argiro                              | Ágata ∞ Romano Argiro                              |  |  | Teofilacto patriarca de Constantinopla 933-956              | Teofilacto patriarca de Constantinopla 933-956              | Teofilacto patriarca de Constantinopla 933-956              | Teofilacto patriarca de Constantinopla 933-956              | Teofilacto patriarca de Constantinopla 933-956              | Teofilacto patriarca de Constantinopla 933-956              |  |  | Helena Lecapena (Lecapenos)                                                 | Helena Lecapena (Lecapenos)                                                 | Helena Lecapena (Lecapenos)                                                 | Helena Lecapena (Lecapenos)                                                 | Helena Lecapena (Lecapenos)                                                 | Helena Lecapena (Lecapenos)                                                 |  |  | (4) Constantino VII emperador de los romanos 913-959                   | (4) Constantino VII emperador de los romanos 913-959                   | (4) Constantino VII emperador de los romanos 913-959                   | (4) Constantino VII emperador de los romanos 913-959                   | (4) Constantino VII emperador de los romanos 913-959                   | (4) Constantino VII emperador de los romanos 913-959                   |  |  |                                                                          |                                                                          |                                                                          |                                                                          |                                                                          |                                                                          |  |  |                                                           |                                                           |                                                           |                                                           |                                                           |                                                           |  |  | (2) Ana ∞ Luis III el Ciego rey de Provenza, rey de Italia Bosónidas | (2) Ana ∞ Luis III el Ciego rey de Provenza, rey de Italia Bosónidas | (2) Ana ∞ Luis III el Ciego rey de Provenza, rey de Italia Bosónidas | (2) Ana ∞ Luis III el Ciego rey de Provenza, rey de Italia Bosónidas | (2) Ana ∞ Luis III el Ciego rey de Provenza, rey de Italia Bosónidas | (2) Ana ∞ Luis III el Ciego rey de Provenza, rey de Italia Bosónidas |
| Cristóbal Lecapeno coemperador 921-931 ∞ Sofía | Cristóbal Lecapeno coemperador 921-931 ∞ Sofía           | Cristóbal Lecapeno coemperador 921-931 ∞ Sofía           | Cristóbal Lecapeno coemperador 921-931 ∞ Sofía           | Cristóbal Lecapeno coemperador 921-931 ∞ Sofía           | Cristóbal Lecapeno coemperador 921-931 ∞ Sofía           |  |  | Ágata ∞ Romano Argiro                              | Ágata ∞ Romano Argiro                              | Ágata ∞ Romano Argiro                              | Ágata ∞ Romano Argiro                              | Ágata ∞ Romano Argiro                              | Ágata ∞ Romano Argiro                              |  |  | Teofilacto patriarca de Constantinopla 933-956              | Teofilacto patriarca de Constantinopla 933-956              | Teofilacto patriarca de Constantinopla 933-956              | Teofilacto patriarca de Constantinopla 933-956              | Teofilacto patriarca de Constantinopla 933-956              | Teofilacto patriarca de Constantinopla 933-956              |  |  | Helena Lecapena (Lecapenos)                                                 | Helena Lecapena (Lecapenos)                                                 | Helena Lecapena (Lecapenos)                                                 | Helena Lecapena (Lecapenos)                                                 | Helena Lecapena (Lecapenos)                                                 | Helena Lecapena (Lecapenos)                                                 |  |  | (4) Constantino VII emperador de los romanos 913-959                   | (4) Constantino VII emperador de los romanos 913-959                   | (4) Constantino VII emperador de los romanos 913-959                   | (4) Constantino VII emperador de los romanos 913-959                   | (4) Constantino VII emperador de los romanos 913-959                   | (4) Constantino VII emperador de los romanos 913-959                   |  |  |                                                                          |                                                                          |                                                                          |                                                                          |                                                                          |                                                                          |  |  |                                                           |                                                           |                                                           |                                                           |                                                           |                                                           |  |  | (2) Ana ∞ Luis III el Ciego rey de Provenza, rey de Italia Bosónidas | (2) Ana ∞ Luis III el Ciego rey de Provenza, rey de Italia Bosónidas | (2) Ana ∞ Luis III el Ciego rey de Provenza, rey de Italia Bosónidas | (2) Ana ∞ Luis III el Ciego rey de Provenza, rey de Italia Bosónidas | (2) Ana ∞ Luis III el Ciego rey de Provenza, rey de Italia Bosónidas | (2) Ana ∞ Luis III el Ciego rey de Provenza, rey de Italia Bosónidas |
| |                                                          |                                                          |                                                          |                                                          |                                                          |  |  |                                                    |                                                    |                                                    |                                                    |                                                    |                                                    |  |  |                                                             |                                                             |                                                             |                                                             |                                                             |                                                             |  |  |                                                                             |                                                                             |                                                                             |                                                                             |                                                                             |                                                                             |  |  |                                                                        |                                                                        |                                                                        |                                                                        |                                                                        |                                                                        |  |  |                                                                          |                                                                          |                                                                          |                                                                          |                                                                          |                                                                          |  |  |                                                           |                                                           |                                                           |                                                           |                                                           |                                                           |  |  |                                                                      |                                                                      |                                                                      |                                                                      |                                                                      |                                                                      |
| |                                                          |                                                          |                                                          |                                                          |                                                          |  |  |                                                    |                                                    |                                                    |                                                    |                                                    |                                                    |  |  |                                                             |                                                             |                                                             |                                                             |                                                             |                                                             |  |  |                                                                             |                                                                             |                                                                             |                                                                             |                                                                             |                                                                             |  |  |                                                                        |                                                                        |                                                                        |                                                                        |                                                                        |                                                                        |  |  |                                                                          |                                                                          |                                                                          |                                                                          |                                                                          |                                                                          |  |  |                                                           |                                                           |                                                           |                                                           |                                                           |                                                           |  |  |                                                                      |                                                                      |                                                                      |                                                                      |                                                                      |                                                                      |
| (María) Irene Lecapena ∞ Pedro I zar de Bulgaria 927-969 | (María) Irene Lecapena ∞ Pedro I zar de Bulgaria 927-969 | (María) Irene Lecapena ∞ Pedro I zar de Bulgaria 927-969 | (María) Irene Lecapena ∞ Pedro I zar de Bulgaria 927-969 | (María) Irene Lecapena ∞ Pedro I zar de Bulgaria 927-969 | (María) Irene Lecapena ∞ Pedro I zar de Bulgaria 927-969 |  |  | Argiro                                             | Argiro                                             | Argiro                                             | Argiro                                             | Argiro                                             | Argiro                                             |  |  | Nicéforo II Focas emperador de los romanos 963-969 Focas    | Nicéforo II Focas emperador de los romanos 963-969 Focas    | Nicéforo II Focas emperador de los romanos 963-969 Focas    | Nicéforo II Focas emperador de los romanos 963-969 Focas    | Nicéforo II Focas emperador de los romanos 963-969 Focas    | Nicéforo II Focas emperador de los romanos 963-969 Focas    |  |  | (Anastaso) Teófano de Laconia                                               | (Anastaso) Teófano de Laconia                                               | (Anastaso) Teófano de Laconia                                               | (Anastaso) Teófano de Laconia                                               | (Anastaso) Teófano de Laconia                                               | (Anastaso) Teófano de Laconia                                               |  |  | Romano II emperador de los romanos 959-963                             | Romano II emperador de los romanos 959-963                             | Romano II emperador de los romanos 959-963                             | Romano II emperador de los romanos 959-963                             | Romano II emperador de los romanos 959-963                             | Romano II emperador de los romanos 959-963                             |  |  | Teodora Porfirogéneta emperatriz                                         | Teodora Porfirogéneta emperatriz                                         | Teodora Porfirogéneta emperatriz                                         | Teodora Porfirogéneta emperatriz                                         | Teodora Porfirogéneta emperatriz                                         | Teodora Porfirogéneta emperatriz                                         |  |  | Juan I Tzimisces emperador de los romanos 969-976 Curcuas | Juan I Tzimisces emperador de los romanos 969-976 Curcuas | Juan I Tzimisces emperador de los romanos 969-976 Curcuas | Juan I Tzimisces emperador de los romanos 969-976 Curcuas | Juan I Tzimisces emperador de los romanos 969-976 Curcuas | Juan I Tzimisces emperador de los romanos 969-976 Curcuas |  |  | Carlos Constantino conde de Vienne                                   | Carlos Constantino conde de Vienne                                   | Carlos Constantino conde de Vienne                                   | Carlos Constantino conde de Vienne                                   | Carlos Constantino conde de Vienne                                   | Carlos Constantino conde de Vienne                                   |
| (María) Irene Lecapena ∞ Pedro I zar de Bulgaria 927-969 | (María) Irene Lecapena ∞ Pedro I zar de Bulgaria 927-969 | (María) Irene Lecapena ∞ Pedro I zar de Bulgaria 927-969 | (María) Irene Lecapena ∞ Pedro I zar de Bulgaria 927-969 | (María) Irene Lecapena ∞ Pedro I zar de Bulgaria 927-969 | (María) Irene Lecapena ∞ Pedro I zar de Bulgaria 927-969 |  |  | Argiro                                             | Argiro                                             | Argiro                                             | Argiro                                             | Argiro                                             | Argiro                                             |  |  | Nicéforo II Focas emperador de los romanos 963-969 Focas    | Nicéforo II Focas emperador de los romanos 963-969 Focas    | Nicéforo II Focas emperador de los romanos 963-969 Focas    | Nicéforo II Focas emperador de los romanos 963-969 Focas    | Nicéforo II Focas emperador de los romanos 963-969 Focas    | Nicéforo II Focas emperador de los romanos 963-969 Focas    |  |  | (Anastaso) Teófano de Laconia                                               | (Anastaso) Teófano de Laconia                                               | (Anastaso) Teófano de Laconia                                               | (Anastaso) Teófano de Laconia                                               | (Anastaso) Teófano de Laconia                                               | (Anastaso) Teófano de Laconia                                               |  |  | Romano II emperador de los romanos 959-963                             | Romano II emperador de los romanos 959-963                             | Romano II emperador de los romanos 959-963                             | Romano II emperador de los romanos 959-963                             | Romano II emperador de los romanos 959-963                             | Romano II emperador de los romanos 959-963                             |  |  | Teodora Porfirogéneta emperatriz                                         | Teodora Porfirogéneta emperatriz                                         | Teodora Porfirogéneta emperatriz                                         | Teodora Porfirogéneta emperatriz                                         | Teodora Porfirogéneta emperatriz                                         | Teodora Porfirogéneta emperatriz                                         |  |  | Juan I Tzimisces emperador de los romanos 969-976 Curcuas | Juan I Tzimisces emperador de los romanos 969-976 Curcuas | Juan I Tzimisces emperador de los romanos 969-976 Curcuas | Juan I Tzimisces emperador de los romanos 969-976 Curcuas | Juan I Tzimisces emperador de los romanos 969-976 Curcuas | Juan I Tzimisces emperador de los romanos 969-976 Curcuas |  |  | Carlos Constantino conde de Vienne                                   | Carlos Constantino conde de Vienne                                   | Carlos Constantino conde de Vienne                                   | Carlos Constantino conde de Vienne                                   | Carlos Constantino conde de Vienne                                   | Carlos Constantino conde de Vienne                                   |
| |                                                          |                                                          |                                                          |                                                          |                                                          |  |  |                                                    |                                                    |                                                    |                                                    |                                                    |                                                    |  |  |                                                             |                                                             |                                                             |                                                             |                                                             |                                                             |  |  |                                                                             |                                                                             |                                                                             |                                                                             |                                                                             |                                                                             |  |  |                                                                        |                                                                        |                                                                        |                                                                        |                                                                        |                                                                        |  |  |                                                                          |                                                                          |                                                                          |                                                                          |                                                                          |                                                                          |  |  |                                                           |                                                           |                                                           |                                                           |                                                           |                                                           |  |  |                                                                      |                                                                      |                                                                      |                                                                      |                                                                      |                                                                      |
| |                                                          |                                                          |                                                          |                                                          |                                                          |  |  |                                                    |                                                    |                                                    |                                                    |                                                    |                                                    |  |  |                                                             |                                                             |                                                             |                                                             |                                                             |                                                             |  |  |                                                                             |                                                                             |                                                                             |                                                                             |                                                                             |                                                                             |  |  |                                                                        |                                                                        |                                                                        |                                                                        |                                                                        |                                                                        |  |  |                                                                          |                                                                          |                                                                          |                                                                          |                                                                          |                                                                          |  |  |                                                           |                                                           |                                                           |                                                           |                                                           |                                                           |  |  |                                                                      |                                                                      |                                                                      |                                                                      |                                                                      |                                                                      |
| |                                                          |                                                          |                                                          |                                                          |                                                          |  |  | Poto (o Eustacio) Argiro general                   | Poto (o Eustacio) Argiro general                   | Poto (o Eustacio) Argiro general                   | Poto (o Eustacio) Argiro general                   | Poto (o Eustacio) Argiro general                   | Poto (o Eustacio) Argiro general                   |  |  |                                                             |                                                             |                                                             |                                                             |                                                             |                                                             |  |  | Basilio II emperador de los romanos 976-1025                                | Basilio II emperador de los romanos 976-1025                                | Basilio II emperador de los romanos 976-1025                                | Basilio II emperador de los romanos 976-1025                                | Basilio II emperador de los romanos 976-1025                                | Basilio II emperador de los romanos 976-1025                                |  |  | Constantino VIII emperador de los romanos 1025-1028 ∞ Helena de Alipio | Constantino VIII emperador de los romanos 1025-1028 ∞ Helena de Alipio | Constantino VIII emperador de los romanos 1025-1028 ∞ Helena de Alipio | Constantino VIII emperador de los romanos 1025-1028 ∞ Helena de Alipio | Constantino VIII emperador de los romanos 1025-1028 ∞ Helena de Alipio | Constantino VIII emperador de los romanos 1025-1028 ∞ Helena de Alipio |  |  | Ana Porfirogéneta ∞ Vladimiro I de Kiev gran príncipe de Kiev Rúrikovich | Ana Porfirogéneta ∞ Vladimiro I de Kiev gran príncipe de Kiev Rúrikovich | Ana Porfirogéneta ∞ Vladimiro I de Kiev gran príncipe de Kiev Rúrikovich | Ana Porfirogéneta ∞ Vladimiro I de Kiev gran príncipe de Kiev Rúrikovich | Ana Porfirogéneta ∞ Vladimiro I de Kiev gran príncipe de Kiev Rúrikovich | Ana Porfirogéneta ∞ Vladimiro I de Kiev gran príncipe de Kiev Rúrikovich |  |  |                                                           |                                                           |                                                           |                                                           |                                                           |                                                           |  |  | Constanza de Vienne ∞ Bosón II conde de Arlés                        | Constanza de Vienne ∞ Bosón II conde de Arlés                        | Constanza de Vienne ∞ Bosón II conde de Arlés                        | Constanza de Vienne ∞ Bosón II conde de Arlés                        | Constanza de Vienne ∞ Bosón II conde de Arlés                        | Constanza de Vienne ∞ Bosón II conde de Arlés                        |